# Бронзовый солдат

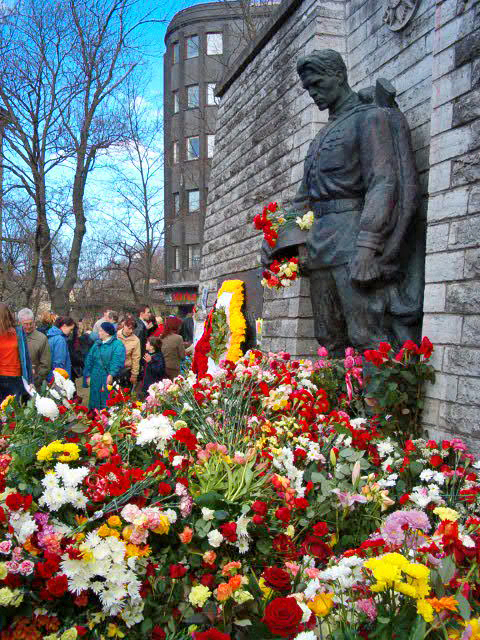
«Бронзовый солдат»
9 мая 2005 года

«Бронзовый солдат» на Тынисмяги за три дня до переноса, 24 апреля 2007 года

Бро́нзовый солда́т (эст. Pronkssõdur) — неофициальное название памятника советским воинам, павшим в Великой Отечественной войне (при создании: Монумент освободителям Таллина, также Памятник героям, павшим при освобождении Таллина), ставшее общеупотребительным в связи с кампанией по его переносу из центра Таллина на Военное кладбище и связанными с этим событиями апреля 2007 года.

## История памятника
«Монумент  освободителям Таллина» был открыт 22 сентября 1947 года на холме Тынисмяги (эст. Tõnismägi — Холм св. Антония, в Эстонской ССР — площадь Освободителей) в центре Таллина напротив церкви Каарли. С 1995 года официальное название — Монумент павшим во Второй мировой войне.
Монумент был воздвигнут рядом с братской могилой, в которой 14 апреля 1945 года были перезахоронены 13 советских военнослужащих, погибших под Таллином в ходе Таллинской операции 1944 года во время Великой Отечественной войны и ранее похороненных в других частях города.
Первоначальное местонахождение памятника — в центре города, напротив церкви Каарли неслучайно: раньше церковь окружало кладбище.
Мемориальная композиция, созданная скульптором Энном Роосом и архитектором Арнольдом Аласом, состояла из двухметровой фигуры советского солдата, склонившего голову в знак скорби, и стены, на которой были установлены таблички с именами погибших и изображён орден Отечественной войны.
В 1964 году перед монументом был зажжён Вечный огонь. Существует версия, согласно которой прототипом солдата послужил красноармеец-эстонец Велло Раянгу (настоящее имя Вольдемар Тролла, этнический швед, родился в городе Верро в 1916 году).
С 1990-х годов судьба мемориала и захоронения стала предметом ожесточённых дискуссий, поскольку часть эстонцев считала его символом советской оккупации.
В начале 1990-х годов, после объявления Эстонией независимости, был потушен Вечный огонь.
Таблички с именами погибших были заменены в 1994 году табличками с надписью «Павшим во Второй мировой войне» на эстонском и русском языках. Кроме того, была переделана площадка перед памятником — в частности, оттуда был убран Вечный огонь.
В середине апреля 2007 года правительство Эстонии приняло окончательное решение перенести мемориал из центра города.
Демонтаж монумента и снос мемориальной стены в ночь с 26 на 27 апреля 2007 года повлекли за собой массовые волнения в Таллине и других городах Эстонии.
30 апреля 2007 года фигура «Бронзового солдата» была установлена на Военном кладбище на улице Фильтри, примерно в трёхстах метрах от магистрали Ярвевана, окаймляющей Таллин с юго-восточной стороны, в двух километрах от первоначального расположения, а 1 мая 2007 года на Тынисмяги были завершены раскопки и эксгумация останков захороненных. По сообщению министерства обороны Эстонии, было найдено 12 захоронений
.
Остальная часть мемориала была в уменьшенном виде частично воссоздана к концу июня 2007 года. Перезахоронение восьмерых военнослужащих состоялось 3 июля.

## Список захороненных
1. Михаил Петрович Куликов, 1909 года рождения, подполковник, командир 657 стрелкового полка 125-й стрелковой дивизии, уроженец Тамбовской области, города Моршанск, погиб 22 сентября 1944 года. 29 сентября 2007 года останки были перезахоронены в Ярославле[14].
2. Иван Михайлович Сысоев, 1909 года рождения, капитан, парторг 657 сп 125 сд, уроженец Архангельской области, Виноградовского района, д. Топса, погиб 22 сентября 1944 года. При эксгумации останков прах обнаружен не был.
3. Константин Павлович Колесников, 1897 года рождения, полковник, заместитель командира 125 сд, уроженец Сталинградской области, хутор Жилая Коса, погиб 21 сентября 1944 года. Прах перезахоронен на Военном кладбище 3 июля 2007 года.
4. Иван Степанович Серков, 1922 года рождения, капитан, начальник разведки 79 легко-артиллерийской бригады, уроженец Рязанской области, Путятинского района, призван Рязанским РВК, погиб 21 сентября 1944 года. Прах перезахоронен на Военном кладбище 3 июля 2007 года.
5. Василий Иванович Кузнецов, 1908 года рождения, гвардии майор, командир 1222 самоходно-артиллерийского полка, уроженец Ивановской области, Кольчугинского района, д. Ново-Фроловское, погиб 22 сентября 1944 года. Прах перезахоронен на Военном кладбище 3 июля 2007 года.
6. Василий Егорович Волков, 1923 года рождения, лейтенант, командир миномётного взвода 657 сп 125 сд, уроженец Калининской области, Калининского района, д. Б. Макарово, призван Калининским РВК, погиб 22 сентября 1944 года. Прах солдата 26 июня 2007 был перезахоронен в городе Кашин (Россия)[15].
7. Алексей Матвеевич Брянцев (29 декабря 1917 — 22 сентября 1944), капитан, парторг 1222 самоходно-артиллерийского полка, уроженец Алтайского края, п. Борки Поспелихинского района, призван Георгиевским РВК, погиб 22 сентября 1944 года. Кавалер ордена Красного Знамени и ордена Отечественной войны II степени. 16 июня 2007 г. перезахоронен в г. Гуково, Ростовской обл., где проживает его сын Виктор.
8. Степан Илларионович Хапикало, 1920 года рождения, гвардии старший сержант, командир орудия 26 отдельного гвардейского тяжёлого танкового полка, уроженец Полтавской области, Ново-Сенжарского района, с. Ново-Полтава, призван Лозно-Александровским РВК (так в документе) Ворошиловградской области, умер от болезни 28 сентября 1944 года в ТППГ-2623. 28 октября 2007 его прах был перезахоронен в городе Полтава (Украина)[16].
9. Елена Михайловна (Лени́на Моисеевна) Варшавская, 1925 года рождения, гвардии старшина мед. службы, фельдшер дивизиона 40 гвардейского миномётного полка, уроженка Полтавской области, Диканьского района, с. Михайловка, призвана Дзержинским РВК г. Москвы, погибла 23 сентября 1944 года. Кавалер ордена Красной Звезды и ордена Отечественной войны I степени. Перезахоронена 4 июля 2007 года на Масличной горе в Иерусалиме, где 15 января 2008 года ей был установлен памятник[17].
10. Василий Иванович Давыдов, сержант, командир орудия 30-го гвардейского минометного полка, уроженец Калининской области Ржевского района, с. Адорье, призван Фокинским РВК Молотовской области, погиб 22 сентября 1944 года. Прах перезахоронен на Военном кладбище 3 июля 2007 года.
11. К. Котельников, подполковник, умер 22 сентября 1944 года. Прах перезахоронен на Военном кладбище 3 июля 2007 года.
12. Шарбатай Муканов, лейтенант, 1920 года рождения, командир самоходной установки СУ-76 1222-го самоходного артиллерийского полка[18], уроженец колхоза имени Фрунзе Рузаевского района Акмолинской области Казахской ССР, призванный Кокчетавским РВК[19]. Погиб 22 сентября 1944 года. Кавалер ордена Красной Звезды и ордена Отечественной войны II степени. Прах перезахоронен на Военном кладбище 3 июля 2007 года.
13. Дмитрий Андреевич Белов, разведчик 23-й артиллерийской дивизии, ефрейтор. Прах перезахоронен на Военном кладбище 3 июля 2007 года.

По заказу министерства иностранных дел Эстонии в 2006 году была подготовлена историческая справка о монументе и захоронении.

## Похороны советских военнослужащих

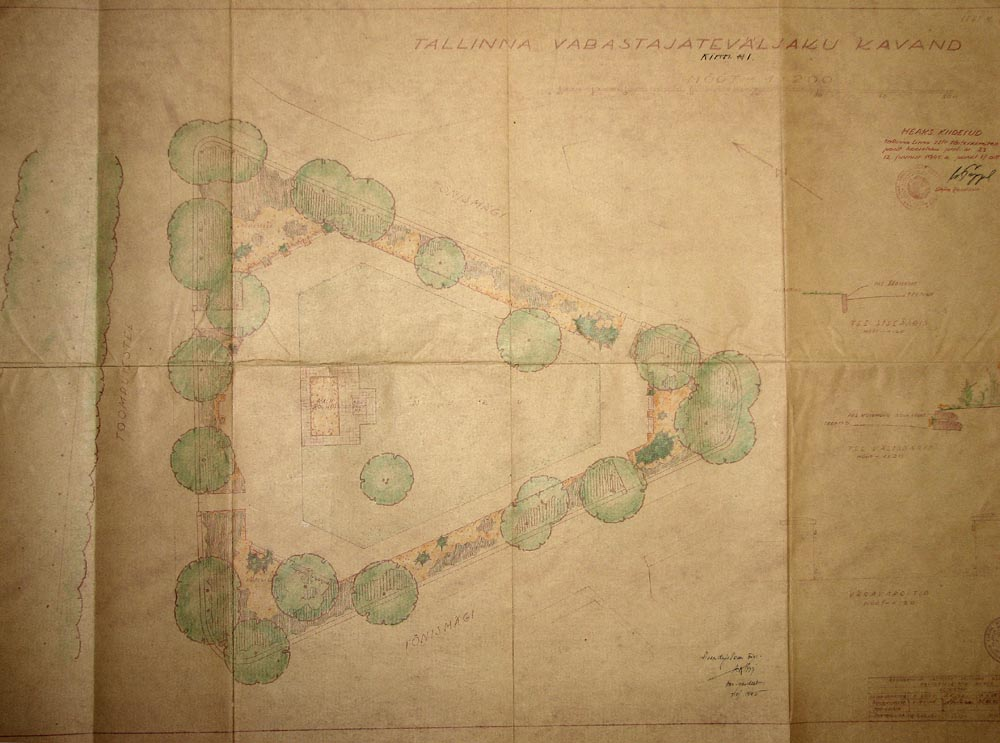
Схема захоронений на Тынисмяги от 12 июня 1945 года

Согласно изданию «Эстонский народ в Великой Отечественной войне Советского Союза 1941—1945», «25 сентября 1944 года в Таллине на Тынисмяги с большими почестями были похоронены заместитель командира дивизии полковник К. П. Колесников, командир 657-го стрелкового полка подполковник М. П. Куликов и другие погибшие».
14 апреля 1945 на Тынисмяги было организовано торжественное перезахоронение останков павших советских воинов. В этот день газета «Rahva Hääl» сообщала: «Траурный кортеж медленно движется по улицам Таллина. Венки, траурные флаги, двенадцать красных гробов на машинах, а за ними скорбящие жители города. Бойцов Красной армии, погибших 22 сентября 1944 года при освобождении столицы Советской Эстонии, похоронят в братской могиле».
17 апреля 1945 газета «Ноорте Хяэль» писала: «В субботу, 14-го числа, прошло захоронение в общей могиле двенадцати героических бойцов Красной армии, погибших в день освобождения Таллина от гитлеровских поработителей».
15 апреля в газете «Советская Эстония» было размещено сообщение: «Вчера трудящиеся эстонской столицы провожали в последний путь офицеров и бойцов Красной армии, павших за освобождение братского эстонского народа, за освобождение Таллина. Их двенадцать. Запомним имена героев: гвардии майор В. И. Кузнецов, капитан А. М. Брянцев, капитан Серков, лейтенант В. Е. Волков, младший лейтенант И. М. Луканов, гвардии сержант В. И. Давыдов, гвардии старшина Х. Пикало, гвардии старшина Елена Варшавская, красноармеец Д. А. Белов и ещё трое неизвестных солдат. Они были похоронены в разных местах, а вчера их останки были перенесены в братскую могилу на широком бульваре Тынисмяги».
Во всех указанных газетных публикациях говорилось о захоронении 14 апреля 1945 года именно 12 военнослужащих (а не 13, как потом сообщалось в надписи на памятнике). Это даёт основание предполагать, что капитан И. М. Сысоев был похоронен в другом месте, его имя было позднее добавлено на памятник, но фактически его прах не переносился на холм Тынисмяги, в связи с чем и не был обнаружен там при эксгумации останков в 2007 году.

## История конфликта
В ночь на 8 мая 1946 года установленный у захоронения на Тынисмяги временный деревянный памятник был взорван таллинскими школьницами Агеэдой Паавел и Айли Юргенсон, заложившими здесь самодельное взрывное устройство. Они мотивировали свой поступок местью за то, что советские власти массово уничтожали памятники погибшим в Освободительной войне. Девочки были арестованы и осуждены к восьми годам лишения свободы. Позднее аналогичные нападения на советские монументы были совершены и в других городах республики. В 1998 году Агеэда Паавел и Айли Юргенсон были награждены орденом Орлиного креста (эст. Kotkaristi Teenetemärk) президентом Леннартом Мери за их борьбу против коммунизма.
После восстановления Эстонией независимости ветераны войны, воевавшие в частях Красной армии, и многие другие люди продолжали собираться у памятника 9 мая в День Победы и 22 сентября в день освобождения Таллина от немецких войск.

Празднование 60-летия Победы у «Бронзового солдата» на Тынисмяги, 9 мая 2005 года
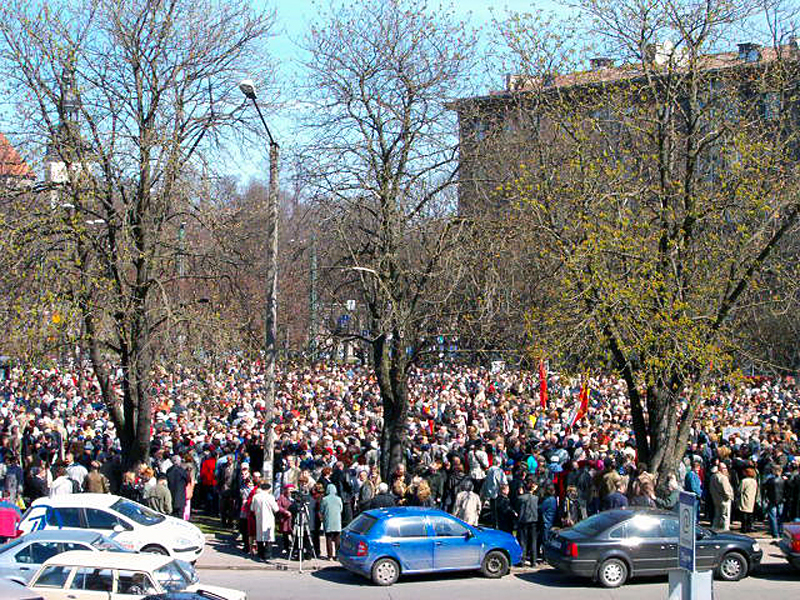
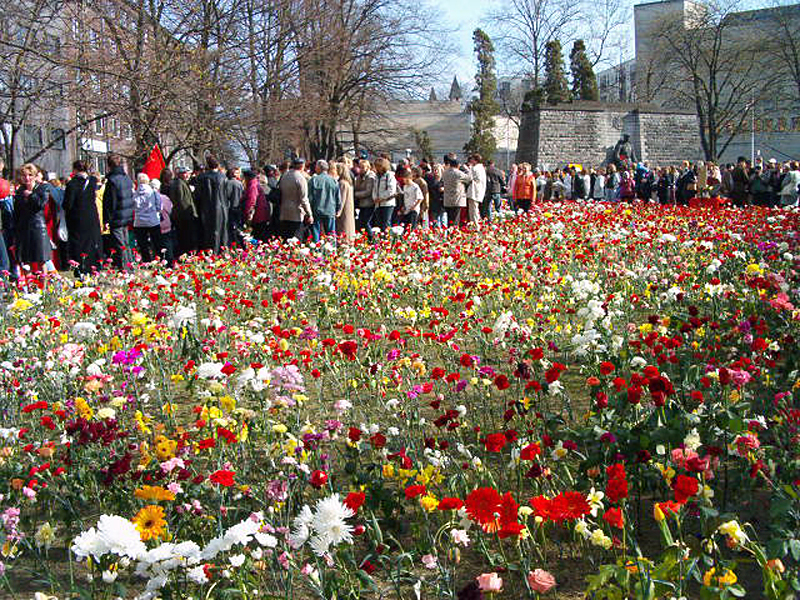
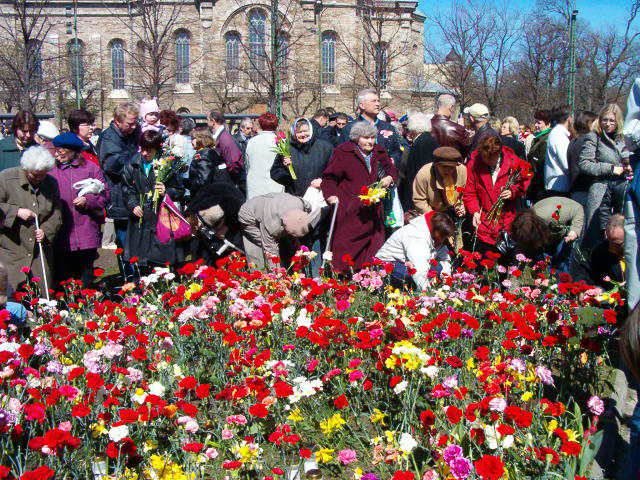
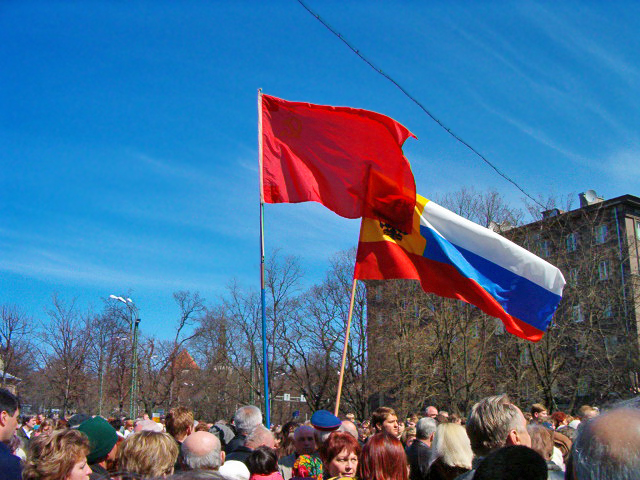
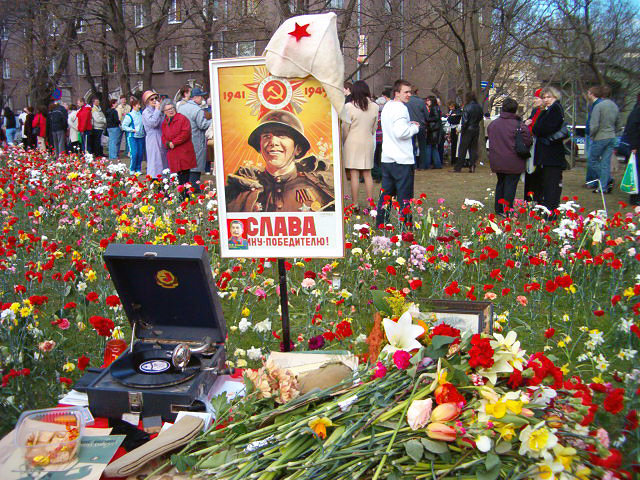
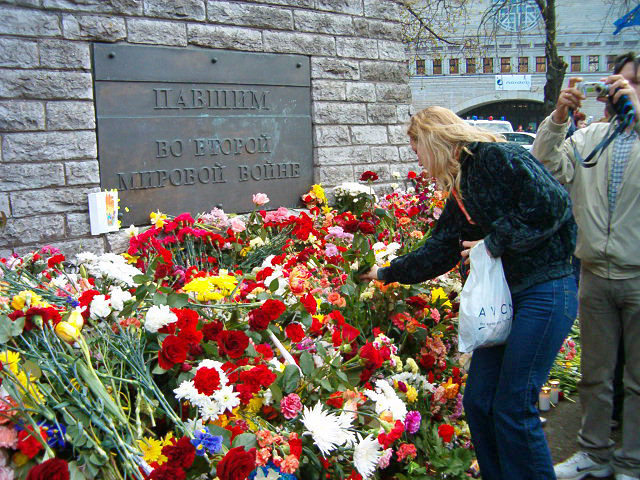
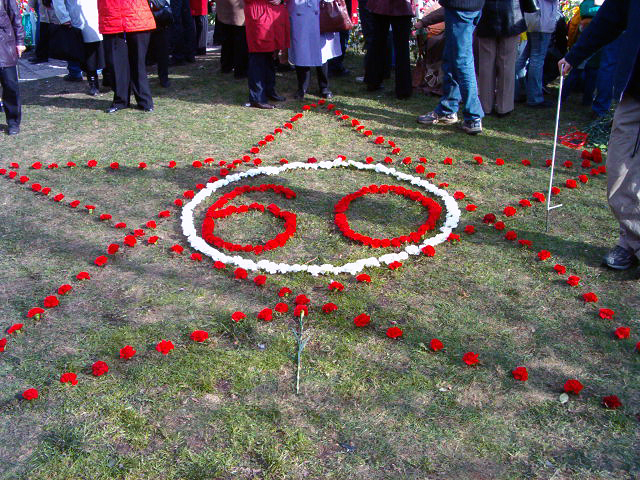
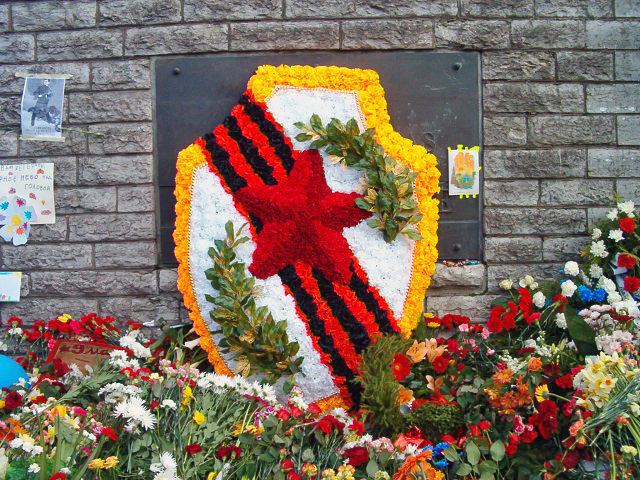
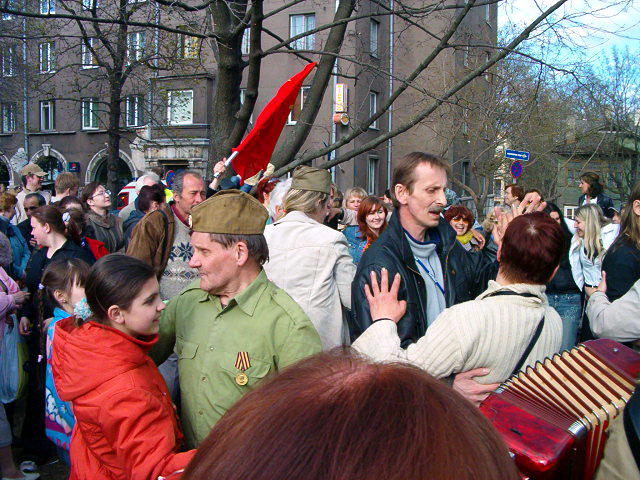
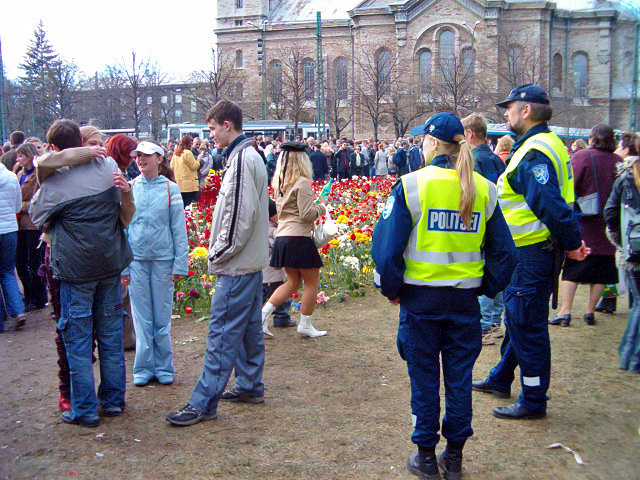

### Политическая борьба
4 мая 2006 года на заседании Таллинского горсобрания фракция националистического Союза Отечества потребовала убрать из центра города мемориал и захоронение, мотивируя своё требование тем, что памятник «героизирует оккупацию страны Советским Союзом в 1944 году и не вяжется с существованием независимой Эстонской Республики».
9 мая 2006 года у памятника произошёл инцидент, в ходе которого празднующие вытеснили с площадки перед памятником эстонского националиста, члена Союза Отечества Юри Бёма (эст. Jüri Böhm), устроившего пикет с эстонским флагом и плакатом следующего содержания «Эстонский народ — не забудь: этот солдат оккупировал наше государство и депортировал наш народ!». По утверждению пикетирующего и некоторых эстонских СМИ, из его рук пытались вырвать флаг и транспарант. Мнения общественности разделились: одни видели в этом надругательство над символами эстонской государственности, другие — отпор националистическим провокаторам.

10 мая 2006 года четверо известных националистических деятеля заявили: 
Мы обещаем, что к следующей годовщине Эстонской Республики памятника, символизирующего советскую оккупацию, на Тынисмяги больше не будет
Один из них, дважды награждённый высшей наградой Эстонской республики Юри Лийм, публично дал обещание взорвать монумент.
20 мая 2006 года перед монументом прошёл митинг эстонских националистов с требованиями его сноса, митингующие пытались накинуть на шею памятника верёвку, в ту же ночь он был осквернён. В ответ на это, с целью защиты монумента от надругательств, у памятника ночью стала собираться группа людей, назвавших себя «Ночным дозором».
22 мая 2006 года министр внутренних дел Калле Лаанет заявил, что эстонская полиция не будет охранять монумент от вандалов. В тот же день премьер-министр Андрус Ансип сделал заявление о том, что «стоящий на Тынисямги Бронзовый солдат является символом оккупации, и его давно следовало снести» В ночь на 23 мая памятник был вновь осквернён.
23 мая эстонские патриоты объявили о проведении на Тынисмяги пикника в субботу 27 мая.
25 мая премьер-министр Андрус Ансип сделал заявление о том, что «Бронзовый солдат на Тынисмяги стал символом, противостоящим Эстонской Республике». В ту же ночь полиция приступила к круглосуточному дежурству на Тынисмяги. 26 мая 2006 года представители министерства внутренних дел сообщили о запрете проведения любых собраний у монумента.
27 мая 2006 года в районе Тынисмяги несколько десятков эстонских националистов, пришедших на пикник, встретились с демонстрацией более тысячи русских жителей Таллина. Русские дважды нападали на эстонцев и вырывали у них эстонские флаги, пока полиция не разделила конфликтующие стороны. Русские возложили к памятнику цветы, которые остались под охраной полиции.
В конце мая 2006 года полиция оградила сквер Тынисмяги лентой и запретила любые волеизъявления в его окрестностях. Запрет и ограждение сохранялись до 9 октября 2006 года.
По мнению многих политических комментаторов, премьер-министр Эстонии Андрус Ансип в ходе предвыборной кампании пообещал перенести памятник Воину-освободителю, чтобы завоевать голоса националистически настроенных эстонских избирателей, традиционно голосовавших за националистические партии, не представленные в Парламенте, и тем самым набрать проценты, недостающие для получения полномочий сформировать правительство
Данным вопросом занялся эстонский парламент. 11 октября 2006 года Партия реформ, Союз отечества и Res Publica, а также социал-демократы инициировали законопроект о защите воинских захоронений. 10 января 2007 парламент принял «Закон о защите воинских захоронений» (66 депутатов из 101 проголосовали за). Закон даёт основания для перезахоронения останков военнослужащих, которые покоятся в не соответствующих этому назначению местах — например, в парке, в зелёной зоне, в зданиях вне кладбищ, а также в местах, где воинские захоронения невозможно обеспечить надлежащим уходом. Статья 10 закона предусматривает перенос находящихся на месте захоронения могильных памятников, плит и крестов на место перезахоронения. 11 января президент Эстонии Тоомас Хендрик Ильвес подписал указ о принятии закона.
13 февраля 2007 года парламент Эстонии поддержал во втором чтении поправку к законопроекту «Об устранении запрещённых строений», согласно которой Монумент павшим во Второй мировой войне считается запрещённым строением и правительство обязано организовать его перемещение в течение 30 дней после вступления в силу закона. В соответствии с данной поправкой, «запрещёнными сооружениями признаются сооружения, возвеличивающие оккупацию Эстонской республики, проведение массовых репрессий в Эстонии, которые могут нанести ущерб жизни, здоровью или имуществу людей, вызывают вражду или могут вызвать нарушения общественного порядка». Также было внесено предложение запретить установление и демонстрацию в общественных местах памятных знаков, монументальных произведений искусства или других строений, возвеличивающих исторических лиц, которые массово уничтожали эстонский народ или масштабно разграбляли исторические места Эстонии. 15 февраля, несмотря на критику со стороны юристов, законопроект был принят 46 голосами за и 44 — против. 22 февраля закон был отклонён президентом Ильвесом, «так как этот закон противоречит конституции Эстонии по нескольким пунктам, прежде всего — по вопросу разделения ветвей власти». Президент Ильвес в своей резолюции написал:
Считаю необходимым снова обсудить в Рийгикогу принятый 15 февраля закон «О сносе запрещённых сооружений», принять решение и привести его в соответствие с конституцией Эстонской Республики.
Очередной инцидент возле монумента произошёл 23 февраля 2007 года, когда группа эстонских националистов попыталась возложить к подножию памятника венок из колючей проволоки с надписью «Убийцам, насильникам и мучителям эстонского народа». В ходе возложения произошла потасовка между националистами и защитниками памятника, которые не позволили возложить венок. На основании заявления одного из националистов против защитников было начато расследование. 25 марта националист Юри Бём пришёл на Тынисмяги с очередным венком из колючей проволоки. Защитники памятника попытались не пропустить его к монументу, возникла потасовка. На место было вызвано специальное подразделение эстонской полиции по безопасности, которое, образовав живой коридор из полицейских с собаками, позволило националистам положить венок. Для разгона протестующих полицией был применён слезоточивый газ, нескольким защитникам памятника предъявлены обвинения.
В ходе предвыборной кампании премьер-министр Эстонии Андрус Ансип заявил, что с целью предотвращения дальнейших конфликтов он считает нужным переместить монумент и захоронения из центра города на кладбище. Центристская партия, наиболее популярная партия среди неэстонского населения, критически отнеслась к идее переноса памятника. В мартовских выборах в Рийгикогу победила Реформистская партия Андруса Ансипа и в начале апреля он сформировал и возглавил новое правительство.
В середине апреля министр обороны Аавиксоо предложил план, по которому правительство должно принять вечером 19 апреля тайное решение о снятии памятника. По этому плану памятник должен был быть снят в ночь на пятницу 27 апреля и уже в воскресенье установлен на кладбище. По утверждению депутата Рийгикогу Хеймара Ленка, план Аавиксоо был принят. Эта информация не была опровергнута властями.
18 апреля министр обороны Яак Аавиксоо издал специальный приказ «Об организации раскопок и идентификации останков жертв войны», подготовленный на основании закона «О защите воинских захоронений».
Согласно закону о защите воинских захоронений, именно министр обороны принимает решения о воинских памятниках. Таллинская мэрия, где власть принадлежит оппозиционной Центристской партии, дважды ходатайствовала о запрете раскопок на Тынисмяги, однако административный суд Таллина каждый раз это ходатайство отклонял. Мэрия указывала, что раскопки носят провокационный характер и могут иметь негативные последствия для города и государства в целом и даже привести к международному конфликту.
Премьер-министр Андрус Ансип выступил с заявлением, что перенос памятника будет осуществлён строго в соответствии с международными нормами — о начале работ будет сообщено посольству России, и «если дело дойдёт до перезахоронения, это будет сделано достойно и следуя всем международнопризнанным правилам».
Тем временем российская делегация в ПАСЕ инициировала проект резолюции, осуждающей власти Эстонии за намерение снести памятник.
23 апреля МИД РФ вручил послу Эстонии в Москве Марине Кальюранд ноту протеста, в которой в очередной раз выразил решительное несогласие Москвы с намерением эстонского правительства приступить к раскопкам и переносу захоронения останков советских воинов. Как заявили в МИД РФ, Россия рассматривает эти действия как «пересмотр роли стран антигитлеровской коалиции в победе над фашизмом во Второй мировой войне, противоречащий не только нормам международного права, но и элементарным принципам человеческой морали и гуманизма».
25 апреля премьер-министр Андрус Ансип, выступая в эфире «Радио-4», заявил, что раскопки начнутся «в ближайшие дни» и займут не менее двух недель. Между тем департамент пограничной охраны Эстонии ещё 24 апреля объявил об ужесточении контроля на границах, а уже в ночь на 25 апреля эстонские пограничники не впустили в страну членов Латвийского антифашистского комитета и журналистов, ехавших из Латвии на встречу с активистами движения «Ночной дозор». Им было заявлено, что они входят в список лиц, нахождение которых на территории Эстонии нежелательно. Начиная с 23 апреля многие работники территориальных органов полиции Эстонии были командированы охранять общественный порядок в Таллине. Тем временем, как сообщила эстонская газета «Postimees», в Таллин уже прибыли активисты движения «Наши», разместившиеся в гостинице Meriton Grand Hotell Tallinn, а один из лидеров движения «Ночной дозор», Дмитрий Линтер, заявил, что эстонские власти «ожидают сюрпризы».
Фактически сразу после возвращения Тоомаса Хендрика Ильвеса из Москвы (в Таллин самолёт с президентом приземлился в 1:30 26 апреля), с похорон Бориса Ельцина, началась полицейская операция.

## Демонтаж монумента и массовые беспорядки в 2007 году

### 26 апреля

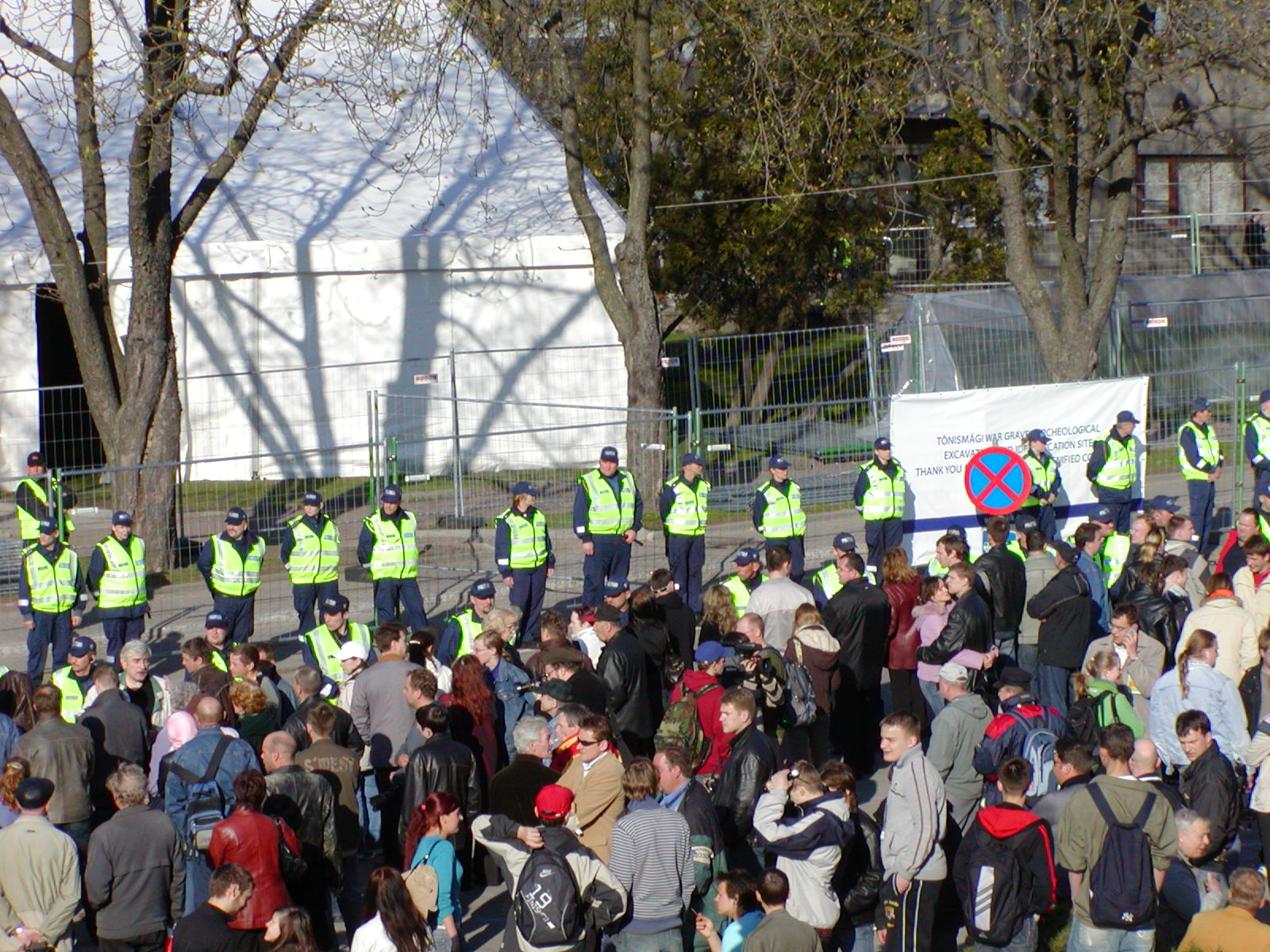
Полиция преградила путь защитникам памятника, 26 апреля 2007 года

26 апреля в 4:30 утра была начата подготовка к раскопкам в месте захоронения. Несколько десятков полицейских из отряда по борьбе с беспорядками окружили памятник плотным кольцом. Трое активистов организации «Ночной дозор», двое мужчин и одна женщина, были задержаны. У принадлежавшего женщине автомобиля, в котором они находились, были проколоты шины и выбиты стёкла. По словам представителей полиции, задержанные отказались покинуть территорию мемориала и заперлись в своём автомобиле, вследствие чего полицейские проникли в автомобиль с применением силы, в результате чего женщина получила лёгкое ранение руки. По словам представителя «Ночного дозора», дежуривших у памятника избили прямо в машине, не дав возможности ни выйти из неё, ни покинуть территорию, прилегающую к мемориалу, женщине разбили голову и очки, повредили руку.
К пяти утра металлические ограждения были установлены по всему периметру, свечи у подножия памятника были убраны, огромная белая палатка накрыла всё пространство перед Бронзовым солдатом, включая сам монумент. На ограждении вывесили таблички с надписями на эстонском, русском и английском языках: «Здесь проводятся археологические раскопки воинских захоронений и работы по опознанию. Просим соблюдать спокойствие и достоинство в зоне работ».
В 5:51 советник пресс-службы правительства Эстонии Мартин Яшко разослал документ, в котором чиновникам рекомендовалось при комментировании ситуации использовать в отношении Бронзового солдата вместо понятия «памятник» понятие «надгробие», вместо слова «снятие» — «перезахоронение», вместо «эстонцы» и «русские» — «группы интересов».
Утром на площади стали собираться люди и возлагать цветы к металлическому забору. Полицейские приказали их убрать, но после небольшого совещания цветы разрешили оставить.
В течение дня на площади собралась толпа протестующих до 2 000 человек, которые скандировали «Позор!» и «Фашисты!». В 19:40 группа протестующих из примерно 10 человек попыталась продавить цепь полицейских и спецназа, но была отброшена назад в течение нескольких секунд с применением слезоточивого газа и телескопических дубинок. Над площадью кружил вертолёт, освещавший её прожектором, на земле также был включен мощный прожектор и направлен на толпу. В ответ в сторону полицейских летели пластиковые бутылки и яйца. В 21:00 представитель полиции огласил через громкоговоритель на русском языке приказ разойтись, уточняя, что в противном случае будет применена физическая сила и спецсредства. После повторного призыва разойтись полиция вытеснила демонстрантов с площади с применением газа, резиновых пуль и светошумовых гранат, при этом со стороны толпы в полицию летели камни. Вытеснив толпу с площади Тынисмяги в сторону Пярнуского шоссе к кинотеатру «Космос», полиция осталась на холме Тынисмяги. Толпа передвинула дорожные ограждения, перегородив улицу, и начала крушить остановки, бить витрины магазинов, переворачивать автомобили. Были выбиты стёкла в резиденции Партии реформ (ответственной за перенос памятника), подожжены несколько киосков, разграблены магазин «Hugo Boss», аптека, казино, магазин косметики и украшений, магазин оптики, алкогольный и компьютерный магазины.

### 27 апреля
В ночь на 27 апреля кризисная комиссия, главой которой был министр внутренних дел Юри Пихл, рекомендовала незамедлительно перенести памятник с бульвара Каарли на кладбище сил обороны. В 3:40 Андрус Ансип связался по телефону с остальными членами правительства и получил их согласие. Известняковая стена за солдатом при этом была разрушена, солдат демонтирован, взят под охрану полиции и вывезен в неизвестное место. Рано утром правительство сделало заявление, в ходе которого опровергло появившиеся слухи о распиле скульптуры на куски.
В первую ночь столкновений ранения получили 57 человек, среди них 13 полицейских. Один человек умер в больнице от ножевых ранений, полученных в ходе беспорядков.
В полицию было доставлено около 300 человек, из которых треть — этнические эстонцы.

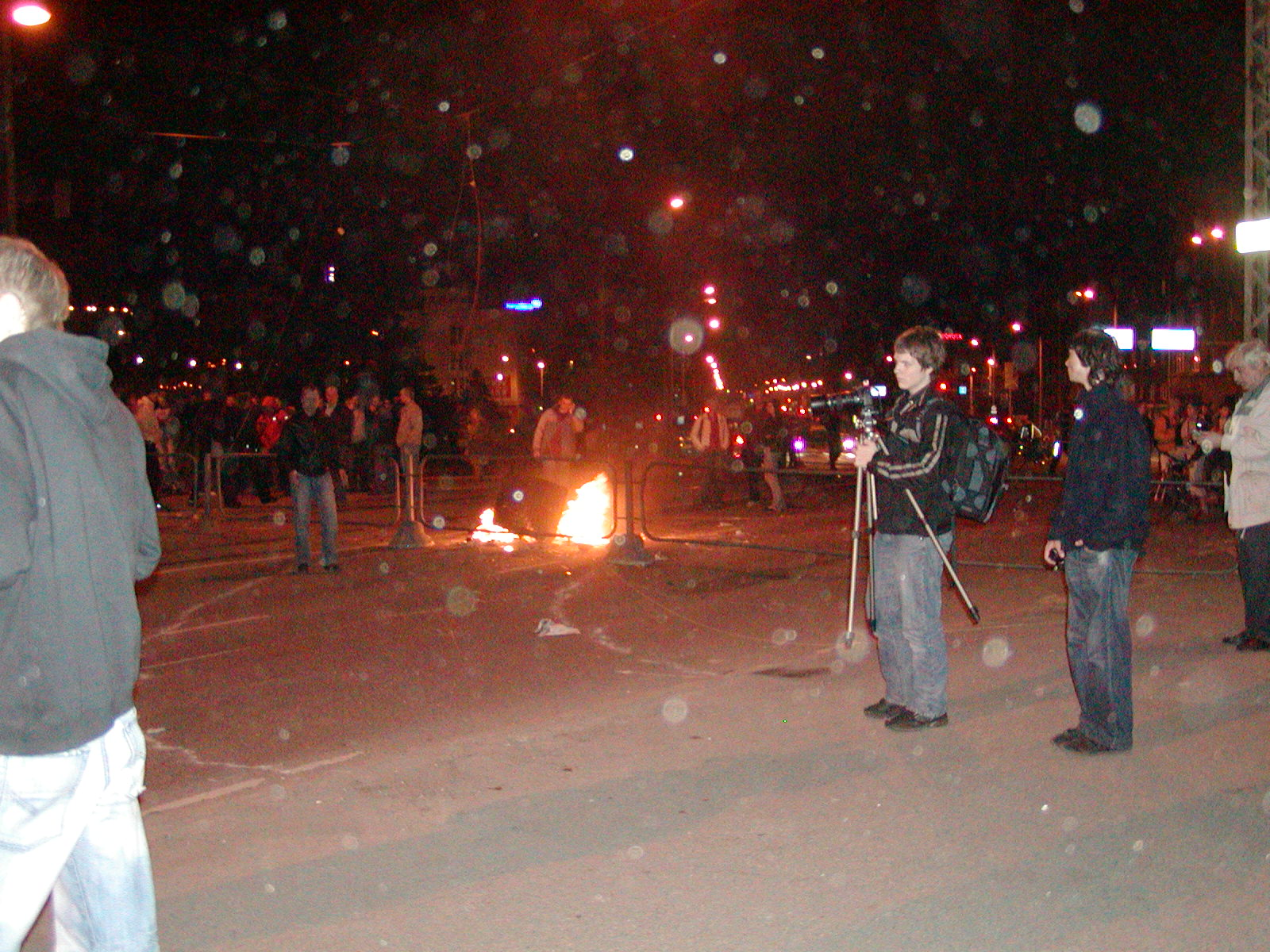
Массовые беспорядки в центре Таллина в ночь на 27 апреля 2007 года
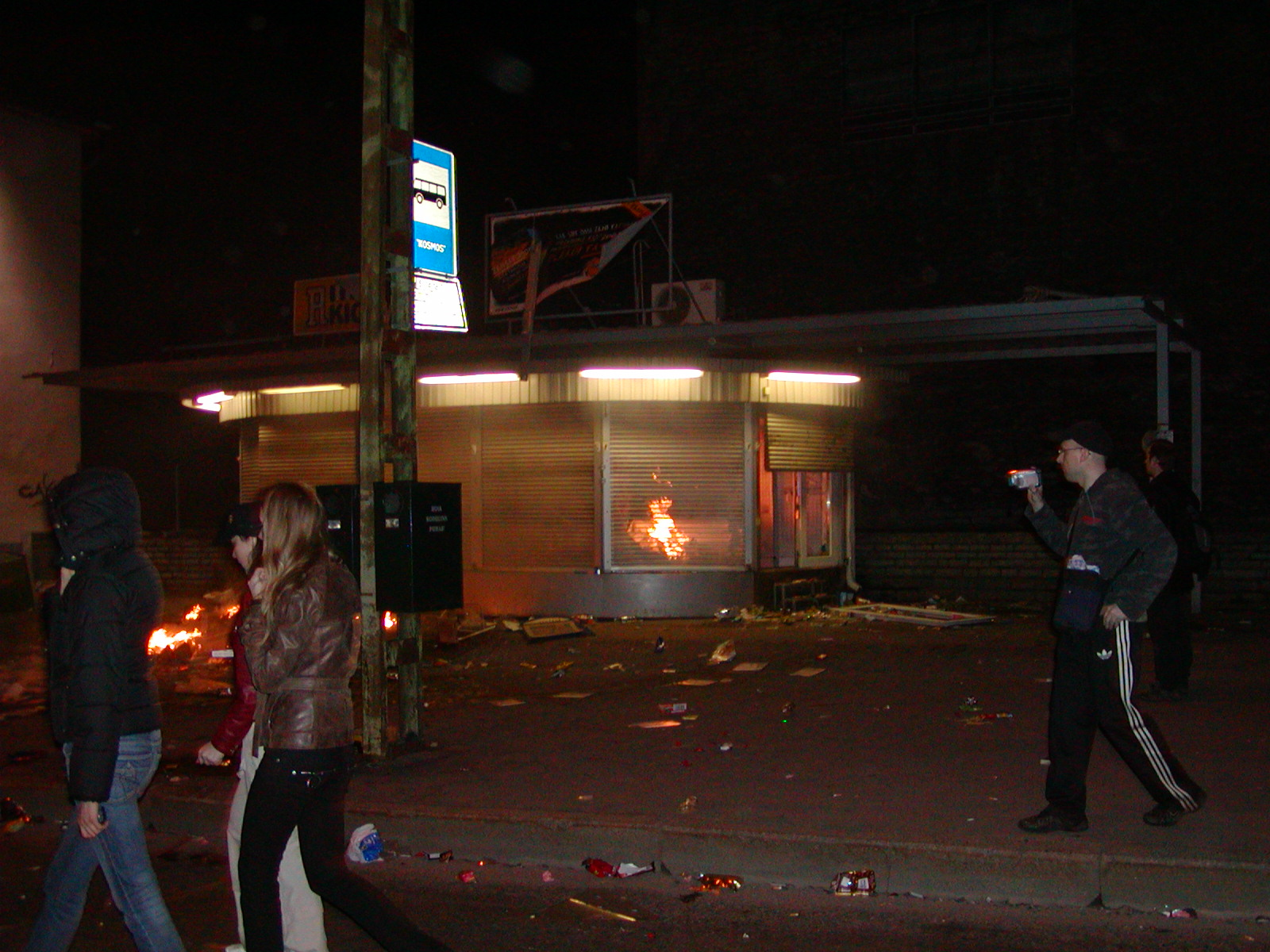
Подожжённый киоск, ночь с 26 на 27 апреля 2007 года
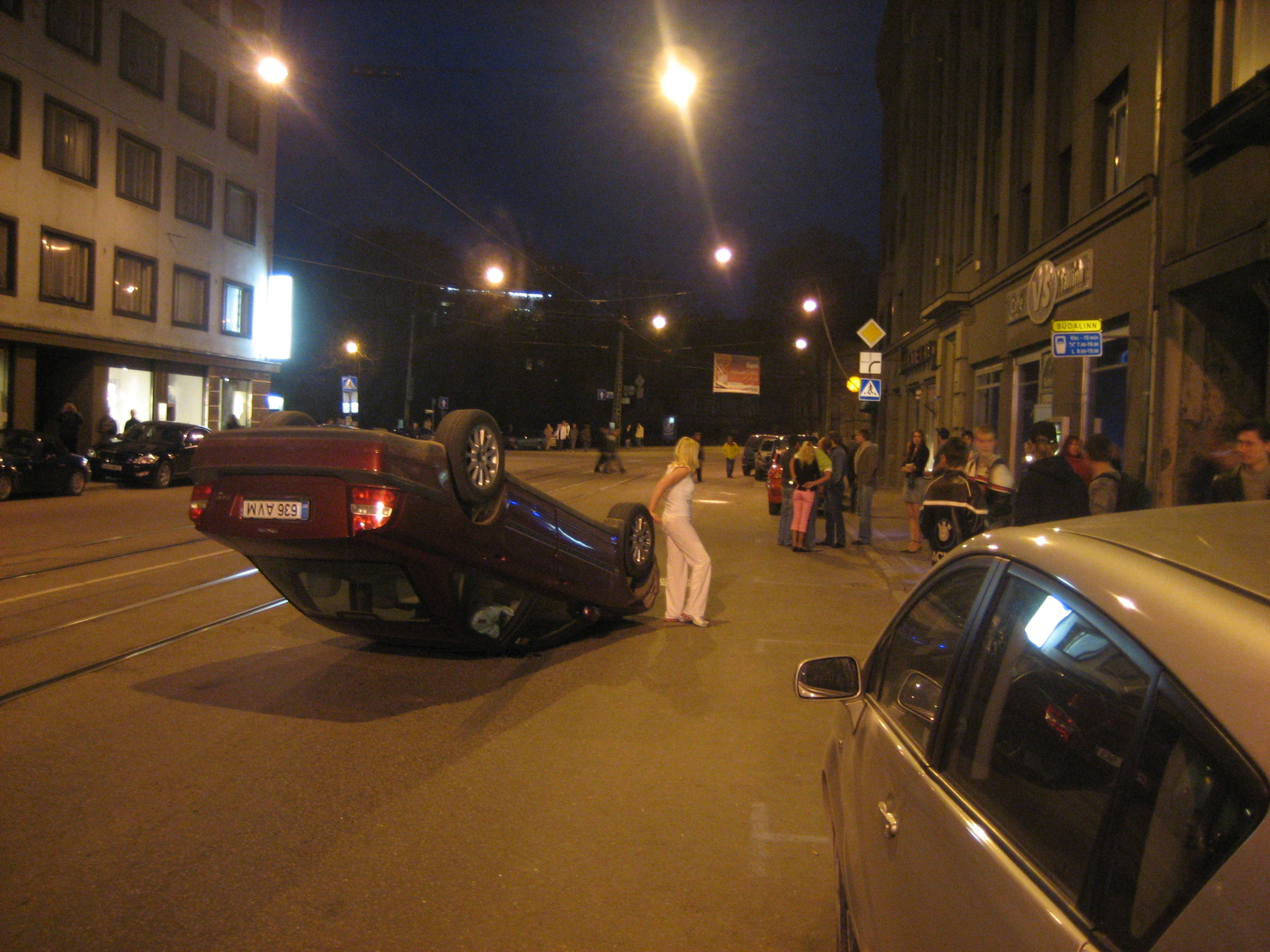
Перевёрнутый автомобиль возле кафе «Voitlev Sõna»
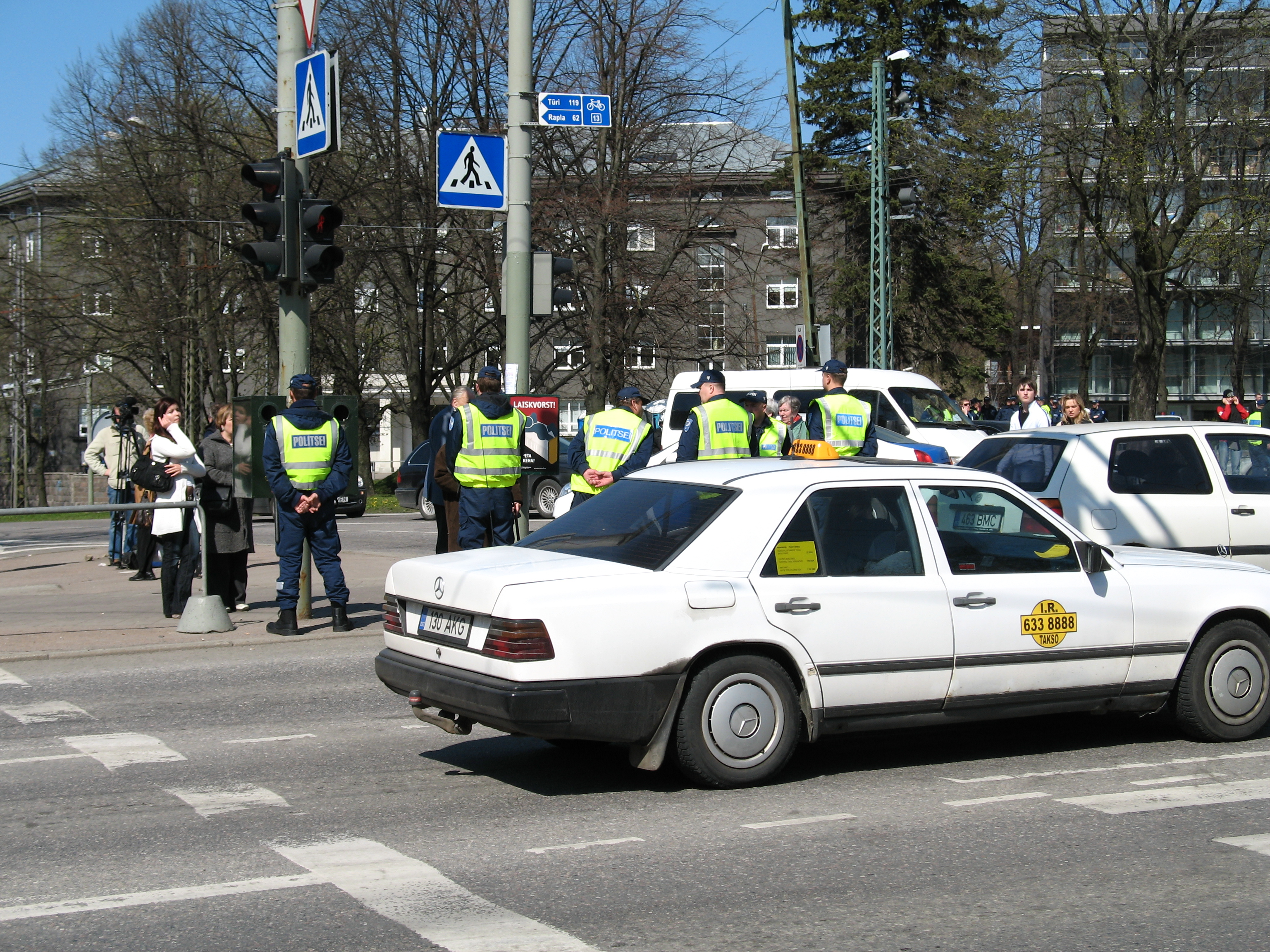
У холма Тынисмяги, полдень 27 апреля 2007 года
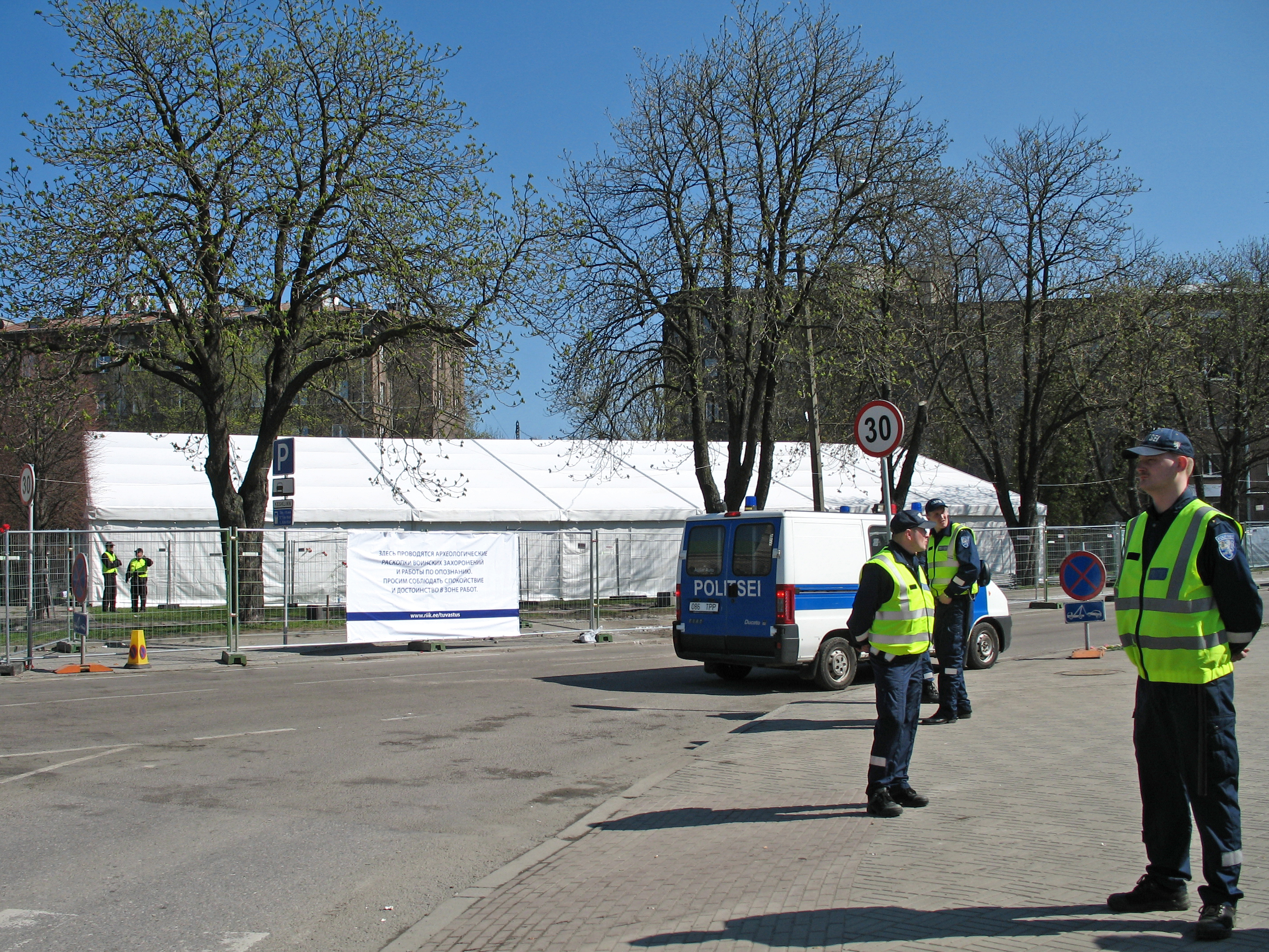
Улица Тынисмяги, полдень 27 апреля 2007 года
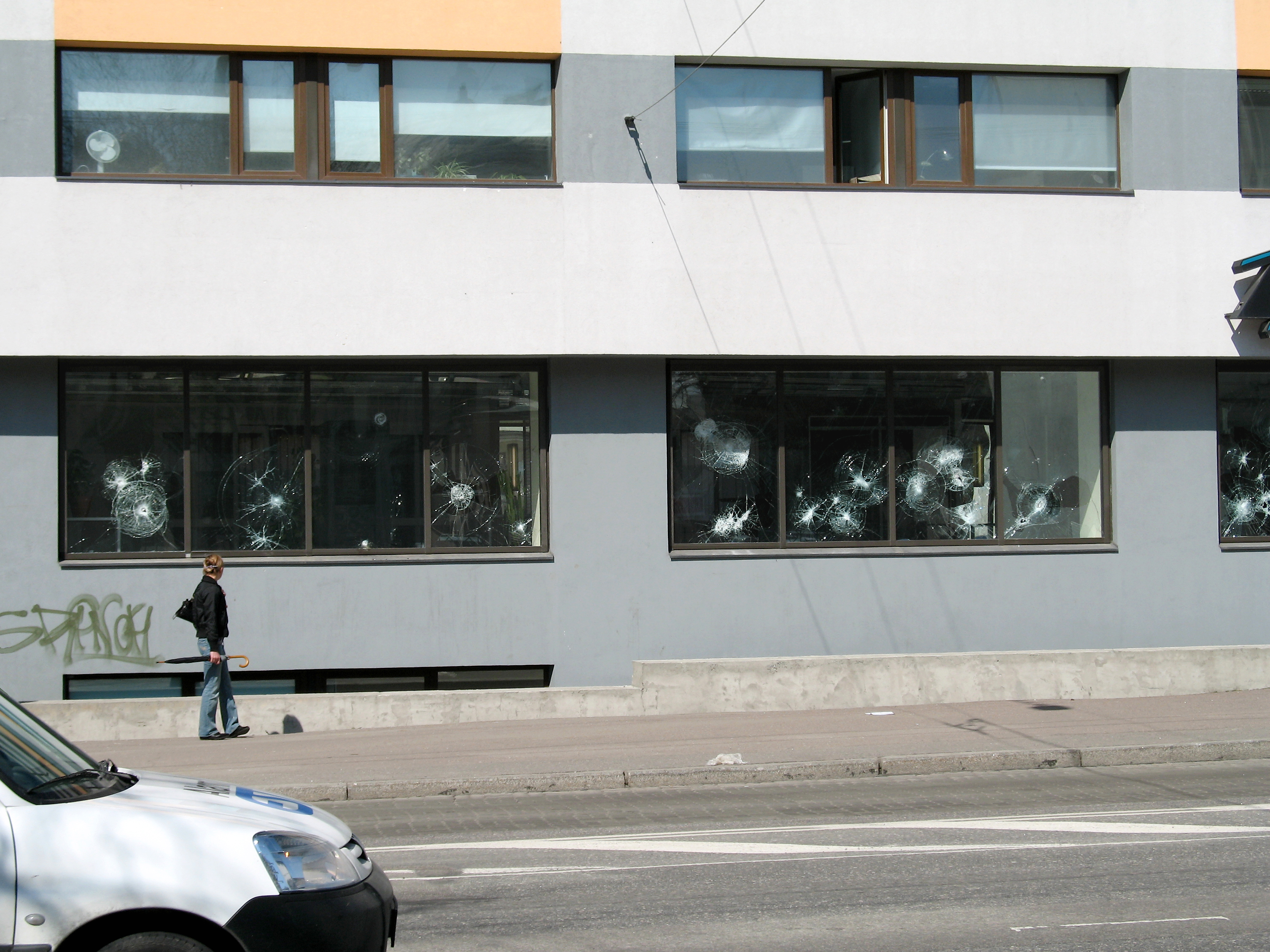
Улица Эндла в полдень 27 апреля 2007 года
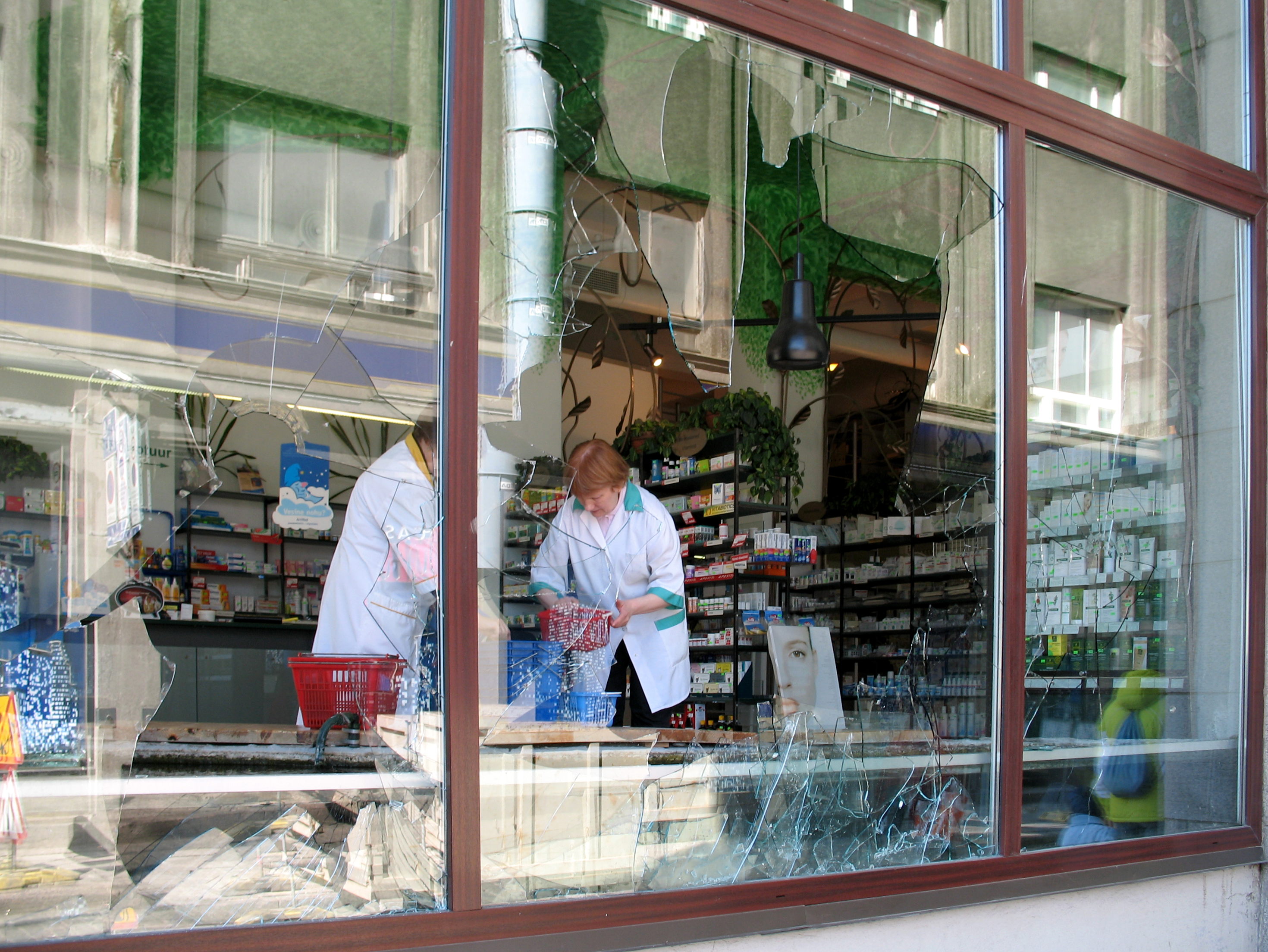
Аптека, пострадавшая в ходе беспорядков
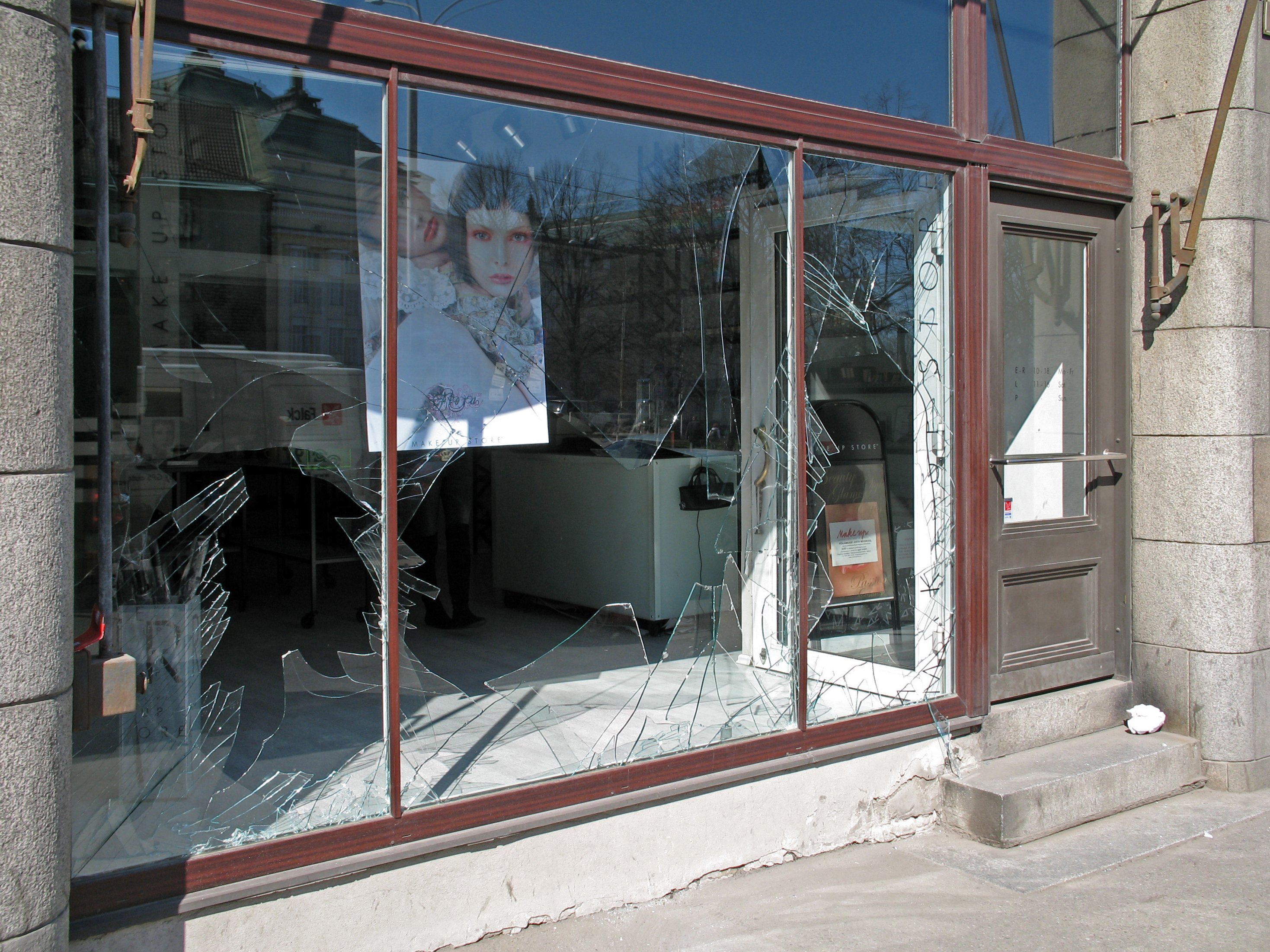
Разбитая в ходе беспорядков витрина магазина на Пярнуском шоссе

Вечером 27 апреля люди вновь стали собираться в центре города. На бульваре Каарли количество митингующих достигло 400 человек. Около 100 человек были задержаны полицией. К 22 часам число митингующих достигло 2000, возобновились беспорядки. Полицией были применены водомёты, слезоточивый газ. В ответ летели бутылки и камни. Были разбиты стёкла нескольких остановочных павильонов и автомобилей, припаркованных у проезжей части, разбиты окна прилегающих зданий, в том числе театра «Эстония» и Таллинской мэрии. Также был осквернён памятник Антону Таммсааре: неизвестные вывели на нём белой краской слова «Ансип — ЧМО». Было задержано около 600 человек, число пострадавших достигло 153 человек.
Стихийный митинг произошёл также в городе Йыхви, в уезде Ида-Вирумаа. Собравшиеся требовали немедленного освобождения всех арестованных в Таллине защитников памятника и отставки премьер-министра Андруса Ансипа, одного из инициаторов сноса памятника. Некоторые молодые люди из числа митингующих вели себя агрессивно. В результате начался погром: были разбиты витрины торгового комплекса «Централ», витрины пивного зала «Приват» и ещё одного магазина. В памятник эстонскому генералу Тыниссону были брошены «коктейли Молотова». Полиция задержала 46 человек.

### 28 апреля
В ночь на 28 апреля была осквернена братская могила советских воинов в городе Валга. В ту же ночь осквернён мемориал эсэсовцам в местечке Синимяэ и немецкое кладбище в Кохтла-Ярве.
28 апреля были арестованы лидеры «Ночного дозора» Дмитрий Линтер и Максим Рева, а также комиссар движения «Наши» в Эстонии, 18-летний Марк Сирык. Всем троим были предъявлены обвинения в организации беспорядков. В 2009 году они были оправданы уездным, а затем и окружным судом, им была выплачена компенсация за необоснованное содержание под стражей в размере около 28 тысяч долларов США.
В тот же день по Нарве прошла стихийная демонстрация протеста, участники которой вышли на Петровскую площадь и вступили в перебранку с полицией, в ходе которой полицейские стреляли в воздух. В ходе дальнейшей демонстрации полицейские применили силу, было задержано около 70 человек. Для обеспечения порядка также были привлечены силы ополчения Кайтселийт.

### 29 апреля
29 апреля в Силламяэ произошёл стихийный митинг протеста, в ходе которого митингующие перекрыли трассу Таллин—Нарва.

### Итоги протестов против сноса памятника
Всего от рук протестующих пострадало 99 торговых точек. Правительство пообещало возместить ущерб «городам, признанным входящими в зону массовых беспорядков». По состоянию на 28 июня 2007 года выплачено компенсаций на сумму 9 млн крон (577 тысяч евро).
По данным полиции, треть задержанных были эстонцами. По подозрению в хулиганстве и вандализме в общей сложности было взято под стражу около 1200 человек, из которых 700 были признаны непричастными к массовым беспорядкам.
Посольство Эстонии в Москве было блокировано российским молодёжным движением «Наши». Молодёжь препятствовала входу и выходу людей из здания посольства, требуя, чтобы Эстония вернула «Бронзового солдата» на Тынисмяги. Посольство направило в МИД России ноты протеста, в которых отмечалось, что жизнь и здоровье персонала посольства и членов их семей подвергаются опасности.
Ноты остались без ответа.
2 мая, пытаясь сорвать пресс-конференцию посла Эстонии в редакции газеты «Аргументы и факты», несколько молодых людей из движения «Наши» прорвались в здание пресс-центра газеты. Охрана посла распылила перцовый газ. По утверждению посла Эстонии милиция бездействовала, когда между её охраной и представителями движения «Наши» возникла потасовка.
Посольство заявило, что до нормализации ситуации прекращает консульскую работу.

### Убийство Дмитрия Ганина
В 23:16:30 26 апреля в таллинский Центр спасения поступило первое сообщение о драке в районе бара Woodstock, затем последовали сигналы о пожаре в том же баре. Как сообщил неизвестный, в 23:56:46 к бару прибыла полиция, потушила пожар и покинула место происшествия. Ещё через две минуты, в 23:58:43, поступило первое сообщение о нескольких раненых, лежащих возле бара без сознания.
Избитый и раненый гражданин России Дмитрий Ганин до приезда машины «Скорой помощи» около полутора часов лежал на тротуаре перед баром. Около двух часов ночи он умер в больнице от ножевого ранения в грудь.
2 мая посол Эстонии в России Марина Кальюранд заявила на пресс-конференции в Москве, что по материалам следствия в карманах убитого были найдены украденные товары и он был убит в драке с другим мародёром. В адрес эстонской полиции прозвучали обвинения в том, что она не оказала Ганину своевременной медицинской помощи.
В середине мая по подозрению в избиении Ганина и его друга Олега были арестованы двое эстонцев. По сообщению прессы, Дмитрий и Олег стали жертвами нападения и получили ранения в ночь на 27 апреля в районе бара Woodstock. 12 июня были задержаны ещё семеро подозреваемых, все эстонцы. По месту проживания подозреваемых были найдены улики. В июле все подозреваемые в избиении и убийстве Ганина были освобождены под подписку о невыезде.
8 мая 2008 года посол Эстонии в России заявила, что Эстония не меньше России заинтересована в установлении и наказании убийц Ганина.
В июне 2009 года уголовное дело по факту избиения Ганина было прекращено, трое из участников избиения получили штрафы от 5000 до 12000 крон. Уголовное дело по факту убийства продолжается.

### Действия эстонской полиции

Д-терминал Таллинского порта, на территории которого находились задержанные в ходе беспорядков 26 апреля 2007 года

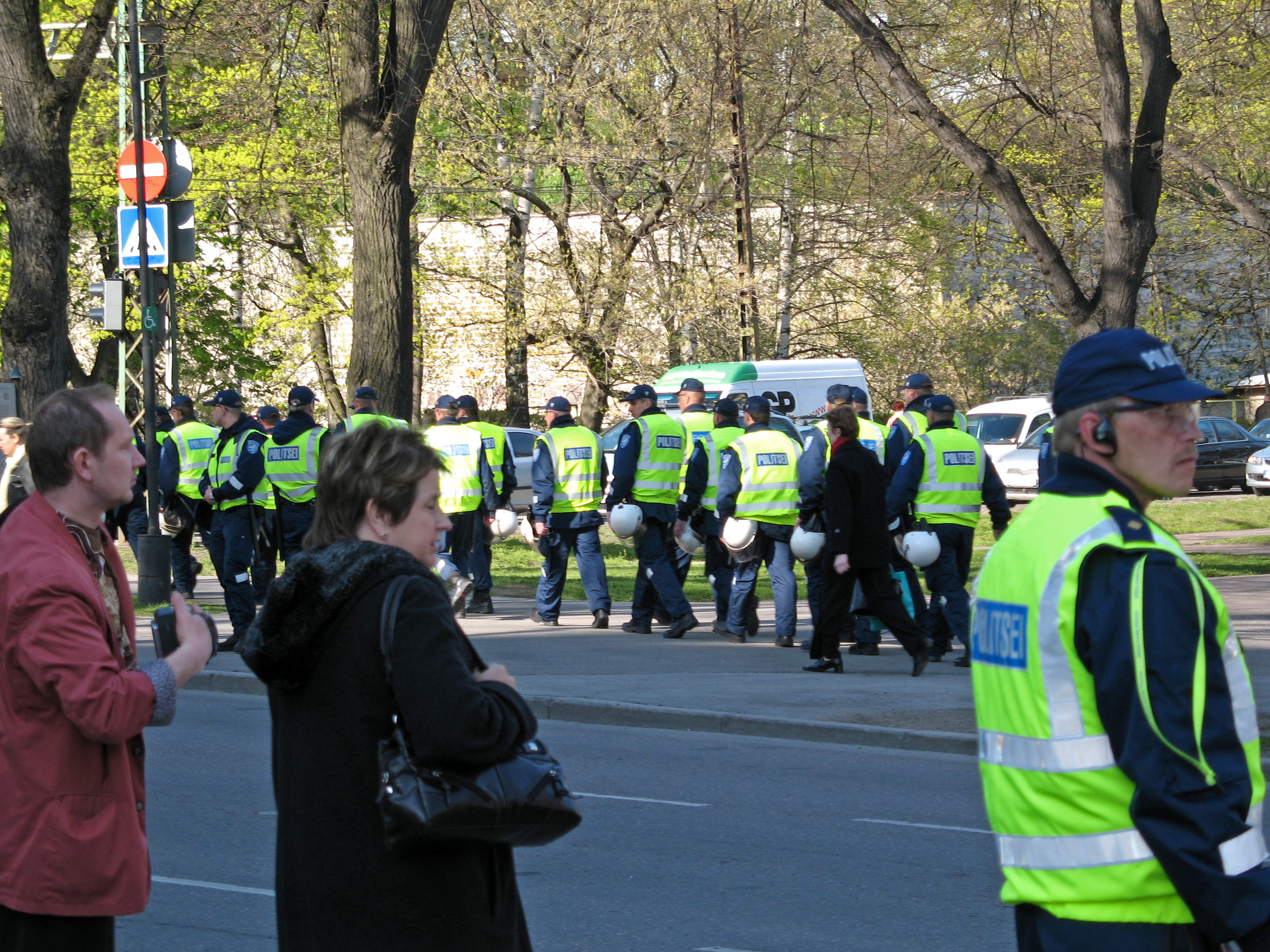
Усиленные патрули полиции возле холма Тынисмяги
9 мая 2007 года

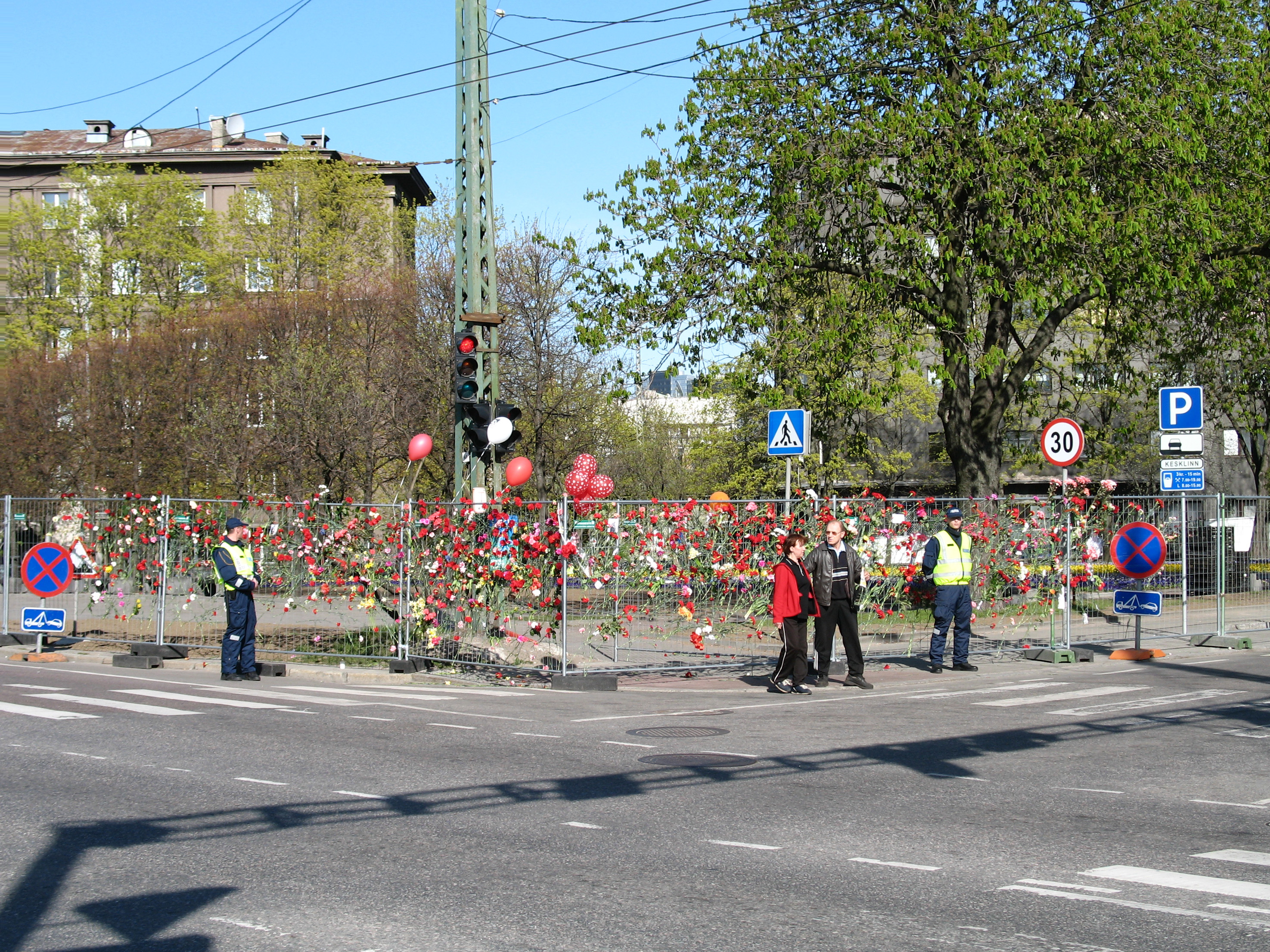
Цветы на Тынисмяги 9 мая 2007 года

Фактически у всех полицейских отсутствовали именные таблички, что лишило возможности подавать жалобы и обращаться в суды на превысивших должностные полномочия сотрудников полицейского департамента.
Полиция безопасности Эстонии (КаПо) создала сайт, на котором просила всех помочь опознать людей, оказавшихся 26-27 апреля возле Тынисмяги, а также на митингах протеста в других городах Эстонии.
Полицейские задерживали и избивали случайных прохожих, журналистов, свидетелей дубинками. Граждане Германии, которых эстонская полиция задержала на улице и поместила в Д-терминале Таллинского порта, дали интервью финской газете Iltalehti. 65-летнего Клауса Дорнеманна и его 37-летнего сына Лукаса избили дубинками по рёбрам и рукам. По их словам, по крайней мере, половина задержанных не имела отношения к вандализму на таллинских улицах.
По словам одного из лидеров «Ночного дозора» Александра Коробова, задержанных свозили в помещение склада Д-терминала Таллинского порта, где их держали связанными и вынудили сидеть на бетонном полу. В отправлении естественных надобностей задержанным было отказано. Тех, кто пытался встать, жестоко избивали. Коробов также сказал, что, по крайней мере, один из задержанных был, возможно, забит до смерти.
К 23 мая канцлеру юстиции Аллару Йыксу было подано 37 жалоб на действия полиции во время беспорядков. В прокуратуру было отправлено 12 из них. 13 июня комиссар движения «Наши» Марк Сирык был освобождён из-под стражи. Задержанных Дмитрия Линтера и Максима Реву перевели в разные тюрьмы, запретили передачи. Дмитрий Линтер в знак протеста объявил голодовку. Активист «Ночного дозора» Светлана Кунгурова: Эстонские адвокаты, которых мы приглашаем на защиту, один за другим отказываются — и объясняют открытым текстом, что идти против власти в крайне политизированном процессе не хотят. Телефоны прослушиваются, почта контролируется, контакты и перемещения отслеживаются сотрудниками КаПо. В итоге дело по обвинению Линтера, Сирыка, Кленского и Ревы в организации беспорядков было передано в Харьюский суд, где все обвиняемые были оправданы; Таллинский апелляционный суд подтвердил оправдательный вердикт, а Государственный суд Эстонии не стал рассматривать жалобу на приговор.
Комитет ООН против пыток в ноябре 2007 года выразил «озабоченность по поводу обвинений в жестокости и чрезмерном применении силы со стороны сотрудников правоприменительных органов, особенно в связи с беспорядками, имевшими место в Таллине в апреле 2007 года, которые хорошо документированы с помощью тщательной подборки жалоб». В 2013 году тот же комитет выразил озабоченность тем, что жалобы на жестокость и чрезмерное применение силы со стороны сотрудников правоприменительных органов, направленные канцлеру юстиции и прокуратуре, не привели к преследованию. Европейский комитет по предотвращению пыток в 2011 году опубликовал свой доклад по результатам визита в Эстонию в мае 2007 года, в котором отметил, что многим задержанным не были обеспечены права незамедлительно связаться с близкими, получить доступ к врачу и адвокату.
Европейский суд по правам человека 28 марта 2013 года принял постановление, в котором усмотрел нарушение Эстонией статьи 3 ЕКПЧ (запрет пыток, бесчеловечного и унизительного обращения) в отношении четырёх человек.

### Информационная война
По словам активистов «Ночного дозора», их активно преследовала эстонская полиция безопасности. В доме лидера «Ночного дозора» Дмитрия Линтера был проведён обыск. Были временно закрыты несколько форумов, сайт с обращением против памятника mahapronkss6dur, запрещено комментирование статей в русскоязычном секторе популярного эстонского новостного портала «Delfi».
Неопределённость ситуации, возникшей после сноса мемориала, способствовала распространению слухов и ошибочной информации. Участники событий рассказывали, что памятник был уничтожен. Российские СМИ цитировали анонимного представителя правительства Эстонии, якобы сообщившего, что памятник распилен и вывезен в неизвестном направлении.
Лидер антифашистского движения Андрей Заренков заявил, что русскоязычные полицейские Эстонии массово увольняются с работы, не желая принимать участие в подавлении недовольства со стороны «некоренного» населения. Генеральный директор эстонской полиции Райво Аэг распространил в ответ заявление с отрицанием таких сообщений, к опровержению присоединился и министр иностранных дел Урмас Паэт. Против защитников «Бронзового солдата» также действовали эстонские хакеры, которые взламывали координационные сайты.
По словам спикера Совета Федерации Сергея Миронова, погиб гражданин России, который был «жестоко избит полицией, прикован к столбу и скончался от потери крови». По его словам, существует видеозапись, которая об этом свидетельствует.
Многие веб-сайты эстонских государственных учреждении пострадали от нападений хакеров, происходивших, по словам эстонского министра юстиции Рейна Ланга, с IP-адресов российских госучреждений. Как утверждает министр иностранных дел Эстонии Урмас Паэт, следы кибератак ведут и к администрации президента России. Просьба Эстонии провести совместное расследование по кибератакам на эстонские веб-сайты был проигнорирован российской стороной. Однако согласно исследованию, проведённому американской компанией в области обеспечения компьютерной безопасности «Арбо Нетвокс», ни один из источников, которые она проанализировала по всему миру, не указывает на то, что кибератаку организовала Россия. По данным исследователей, Эстонию атаковали хакеры из многих стран, в том числе из США. Атаки хакеров стали аргументом в создании Киберцентра НАТО в Таллине.
По мнению, распространённому послом Эстонии в РФ перед сносом памятника, есть «спекуляции», что прообразом солдата мог послужить эстонский борец, двукратный олимпийский чемпион Кристьян Палусалу, в том же интервью, данном радио «Свобода», она сказала, что «у нас нет данных о том, есть ли там захоронение или нет».

## Бронзовый солдат на Военном кладбище Таллина

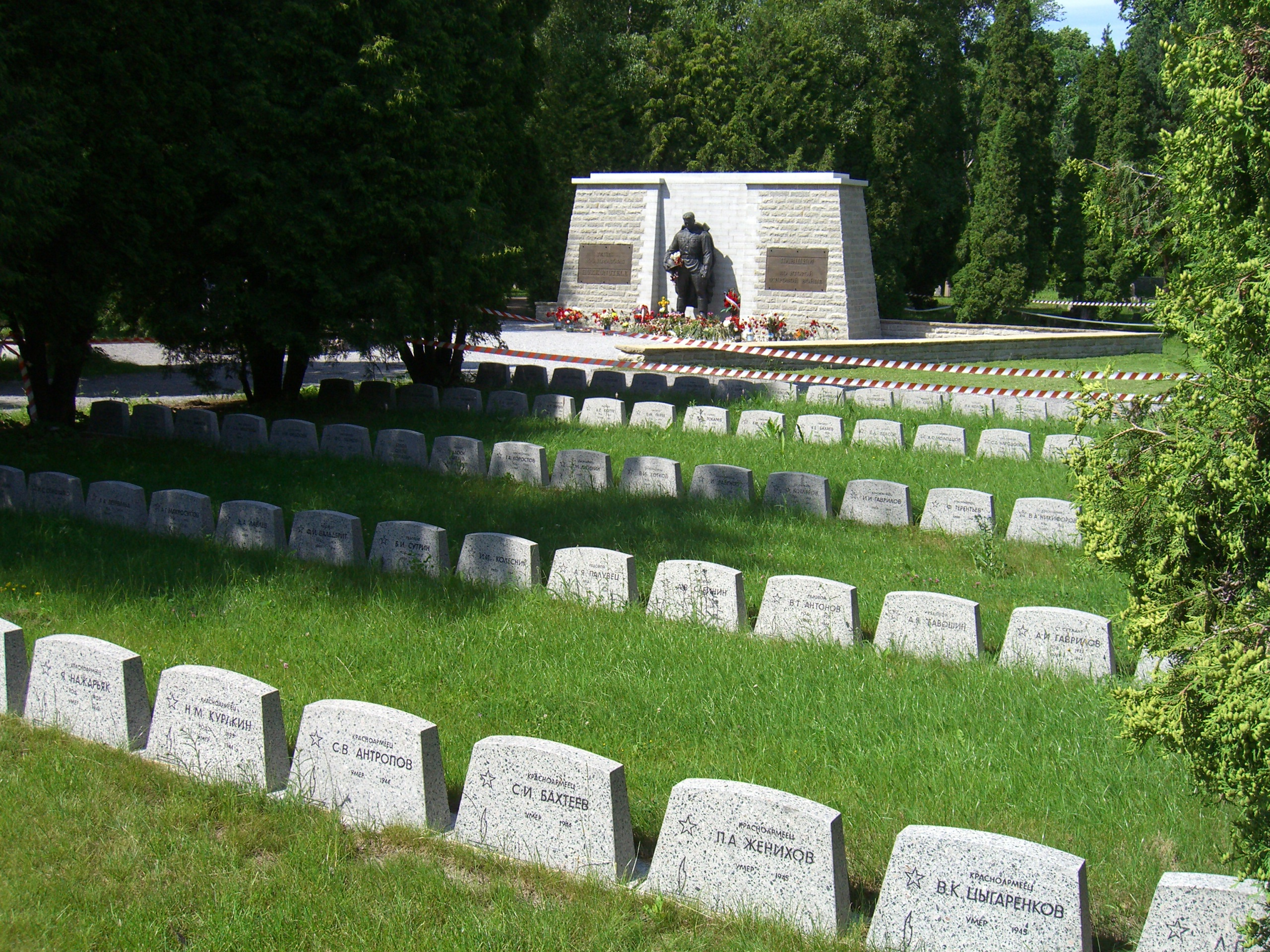
Военное кладбище Таллина, июнь 2007 года

Памятник на Военном кладбище Таллина,
июль 2007 года

Перенесённый с Тынисмяги «Бронзовый солдат» 30 апреля 2007 года был установлен на военном кладбище Таллина, без каменной стены за скульптурой.
8 мая 2007 года в поминальной церемонии на Военном кладбище приняли участие премьер-министр Андрус Ансип, министр по делам народонаселения Урве Пало и министр обороны Яак Аавиксоо. В церемонии также приняли участие около двадцати находящихся в Эстонии зарубежных послов и дипломатических представителей. К могиле Неизвестного солдата был возложен венок.
Депутаты из делегации Государственной думы России, находившиеся с визитом в Таллине, обнаружили на памятнике следы «поперечного распила». Министерство обороны Эстонии опровергло эти утверждения. По словам пресс-секретаря министерства, статуи такого размера изготавливают по частям, так как нет такой большой печи, в которой их можно отлить. Таким образом линии, которые видны на статуе — следы старой сварки, которые датируются годом её создания.
20 июня было закончено строительство известняковой стены за скульптурой «Бронзового солдата». Новая стена схожа со старой, но несколько меньше по размерам. На ней отсутствуют изображение ордена Отечественной войны на плитняковой стене и надпись Неизвестному солдату. 1941—1945 гг.; вместо них по обеим сторонам от Солдата повешены металлические пластины с надписью на эстонском и русском языках: «Teises maailmasõjas hukkunutele» / «Павшим во Второй мировой войне».
3 июля состоялось перезахоронение останков восьмерых советских воинов. На временной доске над могилами были написаны восемь имен: полковник К. П. Колесников, подполковник И. Котельников, подполковник М. П. Куликов, майор В. И. Кузнецов, лейтенант И. М. Луканов, капитан И. С. Серков, сержант В. И. Давыдов и рядовой Д. А. Белов. Позднее временная доска была заменена на другую, где имена написаны на русском и эстонском языках. Отдельно также была установлена плита с именем Сысоева И. М., так как среди захороненных его тело не было обнаружено, но первоначально значилось в списках.
В апреле 2022 года было совершено два акта вандализма по отношению к «Бронзовому солдату»: 12 апреля 31-летний мужчина сильно повредил орден на груди скульптуры, 29 апреля на скульптуре жёлтой краской была нарисована свастика, на металлических пластинах слева и справа от солдата было написано «нет войне», а на задней стороне памятника — «Слава Україні». Так был выражен протест против вторжения России на Украину. Первое преступление совершил местный житель, сын одного из депутатов парламента Эстонии. По законам Эстонии, эти деяния могут быть наказаны денежным взысканием или тюремным заключением сроком до одного года.

## Мнения и реакция
2007 год

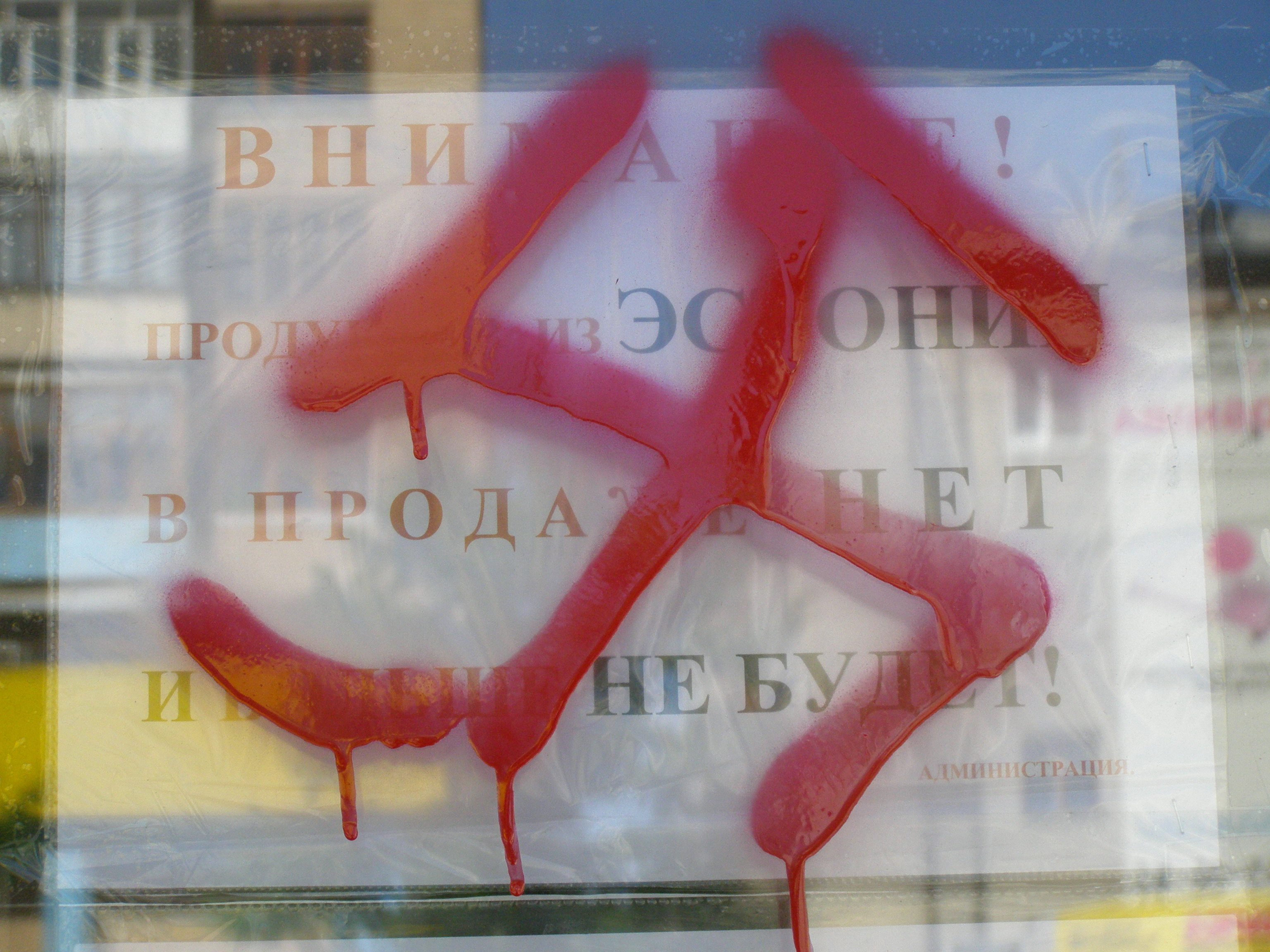
Заявление о бойкоте эстонских товаров на магазине в Тюмени

- Защитники памятника сформировали общественное движение «Ночной дозор» и Антифашистский комитет.
- В русскоязычных и российских СМИ сторонников сноса памятника называют фашистами, а их действия — героизацией фашизма. Эстонские активисты, которые добивались сноса памятника, подчеркивают, что они не намерены оправдывать фашизм или нацизм, но памятнику «советским освободителям» не может быть места в Таллине, так как, с их точки зрения, в 1944 году Прибалтика не была освобождена — немецкая оккупация лишь сменилась советской. Это же мнение высказал президент Эстонии Т. Х. Ильвес в интервью BBC.
- Международный центр исследований по вопросам обороны публикует доклад «Причастность России к беспорядкам в Таллине»[122].
- Глава Еврокомиссии Жозе Мануэль Баррозу заявил, что перенос памятника — внутреннее дело Эстонии. «Это суверенное решение каждого государства — какие памятники иметь на своей территории»[123].
- 27 января ИА REGNUM публикует перевод появившейся на эстонском интернет-портале DELFI заметки бывшего посла Эстонии в России Марта Хельме[124]:«Бронзовый солдат», «Бронзовый солдат»… Все кругом только и говорят об этом истукане. И что самое ужасное, во всей этой ерунде виноваты мы, эстонцы. По идее, здесь надо говорить именно о России, о том, что на протяжении более 15 лет она использует против нас лживую, клеветническую и вымогательскую политику. Сегодняшняя Россия — это растущий монстр, какого мир в своей истории ещё не видел. Этот монстр расправит плечи в 2008 году после президентских выборов, и вот тогда мы увидим, какое чудовище выползет из ворот Кремля… Не пройдет и двух лет, как в лице России мы будем иметь дело с самым ужасающим террористическим режимом в мире, экспортёром терроризма, рядом с которым всякие там ХАМАСы и «Аль-Каиды» померкнут. Что же делать? России, которая, в сущности, слаба, нужно навязать новое, непосильное ей экономическое соревнование, гонку вооружений и идеологическую войну… на обломках империи нужно будет помочь родиться национальным государствам малых народов и другим демократическим образованиям с различной геополитической и географически-экономической ориентацией. Развал России освободит мир от этого монстра, которого Рональд Рейган окрестил империей зла.
- 30 января официальные лица Эстонии высказываются по выступлению Марта Хельме в интервью «Известиям». Советник эстонского президента по связям с общественностью Тоомас Силдам: «Мы не считаем нужным комментировать выступление Хельме. Это высказывание частного лица, которое не представляет ни исполнительную, ни законодательную власть». Примерно так же отреагировали и в эстонском посольстве в Москве: «Март Хельме в МИД давно не работает. Он выступает как частное лицо. Так что комментировать его слова мы не считаем уместным»[125].
- 19 февраля Президент Эстонии Тоомас Хендрик Ильвес, Русская служба Би-би-си[126]: …Возможно, это неприятно слышать, но в нашем сознании этот солдат олицетворяет депортации и убийства, разрушение страны, а не освобождение…
- 3 апреля первый вице-премьер Сергей Иванов, выступление на совещании ветеранского актива в Москве[127][128]: …Это не пройдет бесследно для российско-эстонских отношений… На российском рынке есть достаточно много кисломолочных продуктов, сделанных в Эстонии — значит, не надо их покупать. Я не призываю к бойкоту, просто если российским гражданам … политика эстонских властей не нравится, просто не покупайте их продукцию… Или взять туризм. Не ездите отдыхать в Эстонию — ездите, например, в Калининград… Речь не идёт о каких-то санкциях. Это выражение гражданской позиции, которая должна быть…

Сергей Иванов также призвал ускорить строительство российского порта в Усть-Луге (Ленинградская область), поскольку в то время значительная часть грузопассажирского транзита в западном направлении шла именно через Эстонию.
- 12 апреля Владимир Жириновский, программа «Особое мнение», радиостанция «Эхо Москвы»[129]: …Ведь наш памятник в Таллине из-за этого сносят эстонцы, они не сносят памятник солдату, они сносят символ Советского Союза, потому что они недовольны были, когда 50 лет, с 40-го по 90-й год находились в составе Советского Союза. /…/ Естественно, их выселяли, их расстреливали, их раскулачивали, их мучили, поэтому они не хотят, чтобы у них в центре города был какой-то советский символ…
- 23 апреля премьер-министр Эстонии Андрус Ансип, выступая на дне открытых дверей в парламенте, заявил, что раскопки возле памятника непременно будут проведены, и тогда выяснится, есть ли там вообще захоронения. Затем он озвучил слухи о появлении самого захоронения в сентябре 1944 года. Во-первых, Ансип сообщил о повальной пьянке, которая якобы произошла в советских частях после взятия Таллина, в результате чего пьяные солдаты попали под свой танк и были захоронены на Тынисмяги. Второй вариант — пьян был танкист, задавивший своих. Третий — на Тынисмяги похоронены расстрелянные мародёры. Четвёртый — там лежат умершие в те дни в близлежащей больнице пациенты[130].
- 26 апреля депутат Европарламента от латвийского политического объединения «За права человека в единой Латвии» (ЗаПЧЕЛ) Татьяна Жданок распространила среди всех депутатов Европарламента и их ассистентов сообщение, в котором выразила своё возмущение событиями в Эстонии[131].
- 27 апреля Совет Федерации РФ в ответ на демонтаж памятника предложил президенту Путину разорвать дипломатические отношения с Эстонией[132], а Государственная дума РФ потребовала от правительства применить к Эстонии экономические и политические санкции[133].
- 27 апреля МИД Белоруссии подверг критике эстонские власти. Пресс-секретарь МИД Белоруссии Андрей Попов заявил: «Любое надругательство над памятью жертв этой войны вызывает у нас чувства глубокого возмущения и сожаления… Думается, что сегодня для всех является очевидным, что столь драматичные события стали результатом безответственных действий властей. Сожалеем, что эстонскому руководству так и не хватило политической мудрости не воевать с мёртвыми»[134].
- 27 апреля Таджикский Совет ветеранов войны осудил удаление памятника, заявив: «Эстонские бюрократы ведут себя как фашисты»[135].
- 27 апреля мэр Харькова Михаил Добкин предложил в открытом письме мэру Таллина Эдгару Сависаару рассмотреть вопрос о переносе Бронзового солдата и перезахоронении останков советских воинов в Харькове[136].
- 28 апреля Катынский комитет выразил солидарность с властями Эстонии в связи с демонтажом Бронзового солдата в центре Таллина: «Советские памятники популяризировали и подводили теоретическую основу под советскую версию лжи, представляя Советскую армию как освободительницу народов». В заявлении подчеркивается, что «наступило время убрать с улиц польских городов советские памятники — это позор, что на консервацию и содержание двух тысяч советских памятников из кармана польского налогоплательщика по-прежнему уходят миллионы (польских злотых)»[137].
- 28 апреля председатель комиссии Сената Бельгии по международным делам Франсуа Ролан дю Вивье заявил, что потрясён сносом памятника: «Какими бы сложными не были отношения между Эстонией и бывшим Советским Союзом, не должен принижаться тот факт, что оккупированная Рейхом Эстония была освобождена российскими войсками. Это исторический факт, которому должно оказываться уважение. Действия противоположного характера не несут никакого позитивного вклада в отношения между Эстонией и Россией, и являют собой поворот спиной к исторической правде»[138].
- 29 апреля президент Польши Лех Качиньский в телефонном разговоре с президентом Эстонии Тоомасом Хендриком Ильвесом выразил солидарность с Эстонией в связи с демонтажом Бронзового солдата в центре Таллина. «Президент Лех Качиньский выразил президенту Эстонии солидарность в связи с ситуацией в Эстонии», — сообщили в пресс-службе польского лидера[137].
- 29 апреля уполномоченный Верховной рады Украины по правам человека Нина Карпачёва (фракция Партии регионов), обратившись к омбудсмену Эстонской Республики, заявила о своём возмущении и назвала демонтаж «надругательством над прахом воинов-освободителей»[139]. Сторонники Коммунистической партии Украины 30 апреля 2007 года провели у здания посольства Эстонии акцию протеста против демонтажа «памятника Воину-Освободителю Таллина от фашистов»[140].
- Литва 29 апреля президент Литвы Валдас Адамкус заявил, что «Эстония выполнила этот процесс, не нарушая принципов международного права и с должным уважением», а в беспорядках виновата неадекватная политика российских властей[141].
- 30 апреля министр культуры Польши Казимеж Уяздовский объявил, что «символы коммунистической диктатуры» исчезнут с улиц по всей стране. В специальном заявлении министерства культуры Польши сообщается, что готовится проект закона о местах национальной памяти, который даст возможность органам местного самоуправления и администрации «эффективно убирать памятники и символы иностранного господства над Польшей»[142].
- 1 мая министр иностранных дел Эстонии Урмас Паэт заявил, что его страна, а, следовательно, и весь Европейский союз, оказался объектом нападения со стороны России. По его словам, речь идёт о нападении на европейское сообщество, в ходе которого проводятся кибератаки, пикетирование посольства, провоцируют гражданское неповиновение — во входящей в ЕС стране[143].
- 2 мая пресс-секретарь министерства иностранных дел Эстонии сообщил о том, что на посла Эстонии в Москве Марину Кальюранд напали представители молодёжного объединения «Наши», пустившие в лицо Кальюранд слезоточивый газ. Они напали и на стоящий перед посольством автомобиль посла, с которого был сорван флаг Эстонии[143].
- 2 мая глава пресс-службы эстонского МИД Эхтель Халлисте и министр иностранных дел Эстонии Урмас Паэт сообщили депутатам эстонского парламента: «Из Москвы в Таллин эвакуированы семьи сотрудников с детьми, остальные работники посольства остаются на своих местах»[144].
- 2 мая генсек НАТО Яп де Хоп Схеффер заявил: «Перенос надгробия или монумента памяти Второй мировой войны является внутренним делом Эстонии»[145].
- 3 мая заместитель председателя Национального Совета (парламента) Словакии Анна Белоусова заявила: «Эстонские власти сегодня поддерживают ветеранов вермахта»[146].
- 3 мая председатель Союза старообрядческих общин Эстонии Павел Варунин заявил: «Ни один русский политик не сделал столько для объединения русской общины Эстонии, сколько сделало своими непродуманными действиями эстонское правительство в ходе событий, связанных с демонтажем „Бронзового солдата“»[147].
- 5 мая депутат Государственной думы, лидер движения «Родина. КРО» Дмитрий Рогозин: «Прах солдат великой страны — это священное для нас понятие. И когда эстонские политики вытряхивают кости русских солдат — это проверка на вшивость. Нас с вами проверяют, ощущаем ли мы себя великой страной, наследниками достояния Великой России. Нас проверяют, можем ли мы защитить не только себя, но и кровь русской истории. И это делает одна из самых маленьких европейских стран, провоцируя Россию на реакцию. Российское руководство этой проверки не выдержало»[148].
- 9 мая глава эстонского Совета старейшин народности сету, редактор газеты «Сетомаа» Ильмар Вананурм[149]: После установки памятника «Бронзовый солдат» на его новом, «правильном месте», пришёл черед передвинуть эстоно-российскую границу на её «правильное место».
- 11 мая Львовский горсовет принял решение поддержать заявление фракции Всеукраинского объединения (ВО) «Свобода» о демонтаже символов «имперско-большевистского господства». Председатель львовской организации ВО «Свобода», депутат горсовета Иван Гринда заявил, что его политическая сила «сделает все возможное, с соблюдением законодательства, чтобы во Львове и в населённых пунктах области были демонтированы все советские символы»[150].
- 23 мая  председатель комитета Палаты представителей по международным делам Том Лантос, член Конгресса США сказал: «Я живо вспоминаю конец Второй мировой войны, героизм русского народа и русской армии, понесшей огромные потери при освобождении Европы от нацистской оккупации. Эта историческая память заставляет меня заключить, что перенос статуи русского солдата в Таллине, в Эстонии, был глубоко ошибочным шагом, поскольку эта статуя символизирует героическую жертвенность народа России и других республик на протяжении многих лет»[151].
- СНГ 30 мая Совет Межпарламентской ассамблеи СНГ принял заявление «О действиях властей Эстонской Республики по демонтажу памятника Воину-освободителю и перезахоронению праха советских воинов, павших в боях за освобождение Таллина от фашистской оккупации»[152].
- В мае, июне и октябре молодёжное движение «Наши» пыталось организовать так называемую «Вахту памяти» на старом месте расположения монумента[153][154][155][156][157]. Все попытки вахты были незамедлительно пресечены эстонской полицией, а представители движения высланы из Эстонии.
- Эстонский социолог и публицист Юхан Кивиряхк[158] и некоторые российские аналитики[159] высказали мнение, что беспорядки вечером 26 апреля и связанный с ними перенос памятника в ночь на 27-е были заранее спланированы членами правительства Эстонии[46].

2017 год
- В апреле бывший премьер-министр Эстонии Андрус Ансип заявил: «В „Бронзовую ночь“ многие местные русские осознали, что Эстония является независимой… Увидев всё то, что произошло в Крыму и на востоке Украины, следует сказать, что мы справились», — сказал Ансип в интервью новостному порталу ERR. Он подтвердил, что видит связь между событиями в Эстонии в 2007 году и начавшимся в 2014 году украинским конфликтом. «Да, схемы были очень схожие. Как известно, напряжённость вокруг этого „Бронзового солдата“ нагнеталась годами, она только росла. Наши эстонские спецслужбы говорили, что если „Бронзового солдата“ сразу не перенести, то самое позднее через три года это придется сделать в любом случае, а обществу придется заплатить за это намного большую цену. Мы решили устранить эту проблему до того, как нам будет это не по силам»[160].
- В апреле, в десятую годовщину массовых волнений в Таллине из-за сноса «Бронзового солдата», в ходе которых был убит российский гражданин, посольство России в Эстонии открыло мемориальный сайт[161].
- 28 апреля в Таллине состоялся круглый стол-конференция «Дыхание Бронзовых ночей: что изменилось за 10 лет?». Участниками круглого стола стали гражданские активисты, представители движения «Ночной дозор» и НКО «Добросвѣтъ», юристы, журналисты, политологи, участники событий «Бронзовой ночи» 2007 года[162].

2022 год
30 ноября сформированная в конце июня 2022 года рабочая группа по советским памятникам при Госканцелярии Эстонии (РГСП) опубликовала протокол, в котором перечислен 321 памятник советского времени на территории страны, связанный с военными событиями. В протоколе сформулированы выводы относительно символического облика монументов и решения о дальнейшей судьбе каждого памятника («удаление из общественного пространства» или «замена на нейтральный»). «Бронзовый солдат» на Военном кладбище Таллина упоминается в протоколе под номером 211 как братская могила павших во Второй мировой войне. РГСП не сформулировала решения относительно советских памятников на Военном кладбище Таллина (в том числе и «Бронзового солдата»), поскольку, по её мнению, это требует более широкого общественного обсуждения как комплексной концепции.
2023 год
20 мая депутат Европарламента Андрус Ансип, бывший в 2007 году премьер-министром Эстонии, заявил, что благодаря состоявшемуся 16 лет назад переносу «Бронзового солдата» в Эстонии в настоящее время нет тех последствий, к которым пришла Украина.
2024 год
В январе Рийгикогу отклонил в первом чтении инициированный фракцией Консервативной народной партии Эстонии законопроект, согласно которому все так называемые «красные памятники», установленные при советской власти, включая «Бронзового солдата», должны быть немедленно демонтированы. За то, чтобы направить правительству соответствующее предложение, проголосовали 14 депутатов, 54 были против, 21 депутат не стал голосовать.

## Галерея

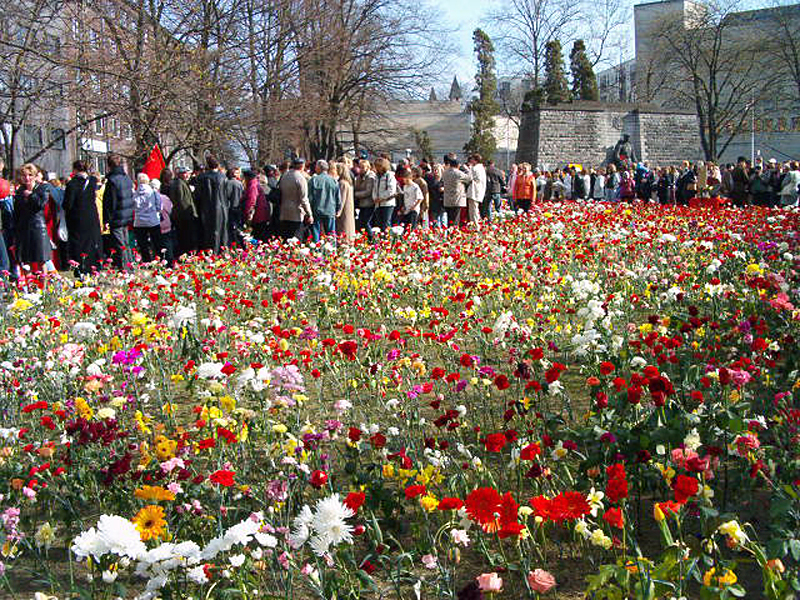
9 мая 2005 года
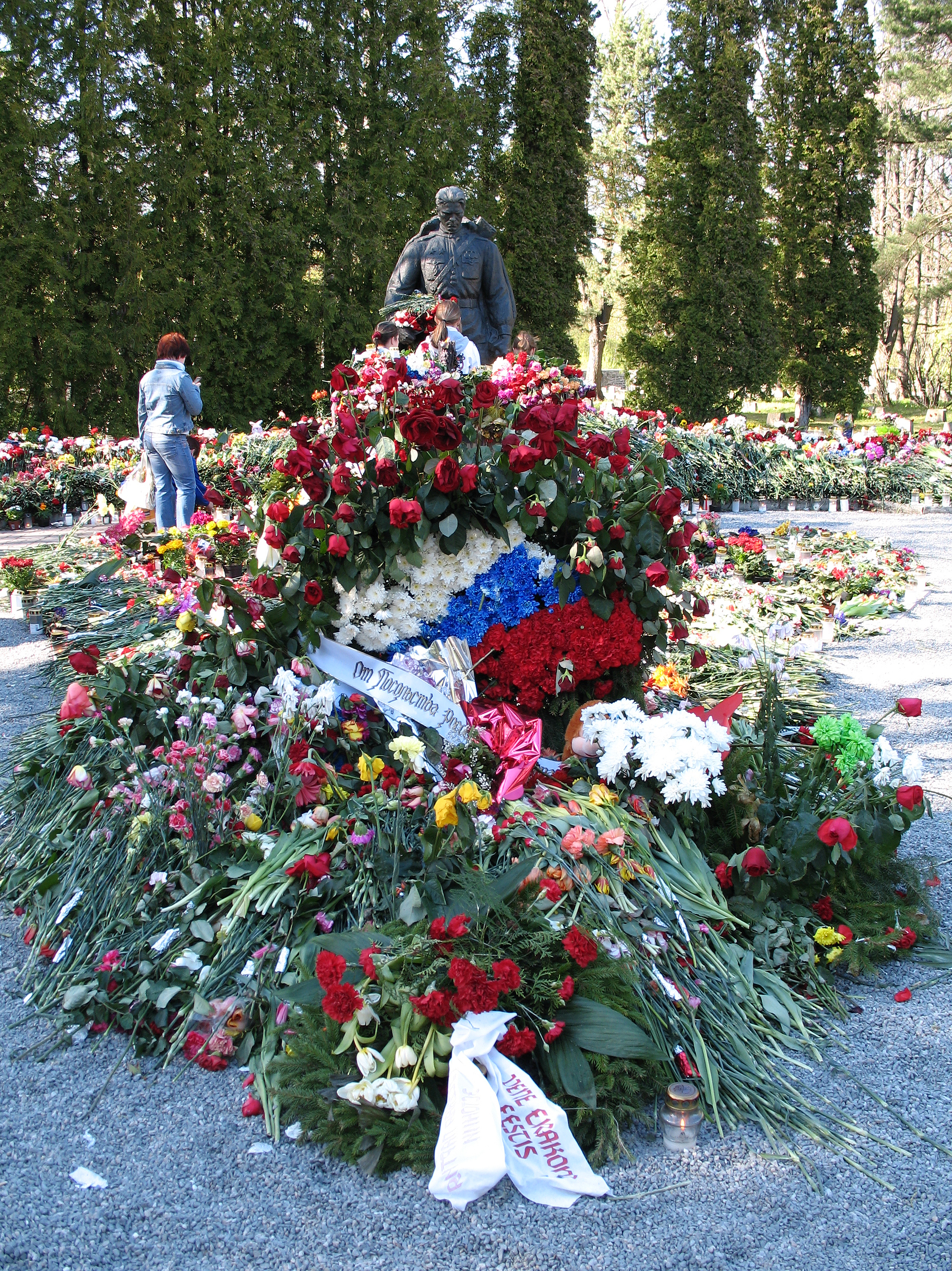
10 мая 2007 года
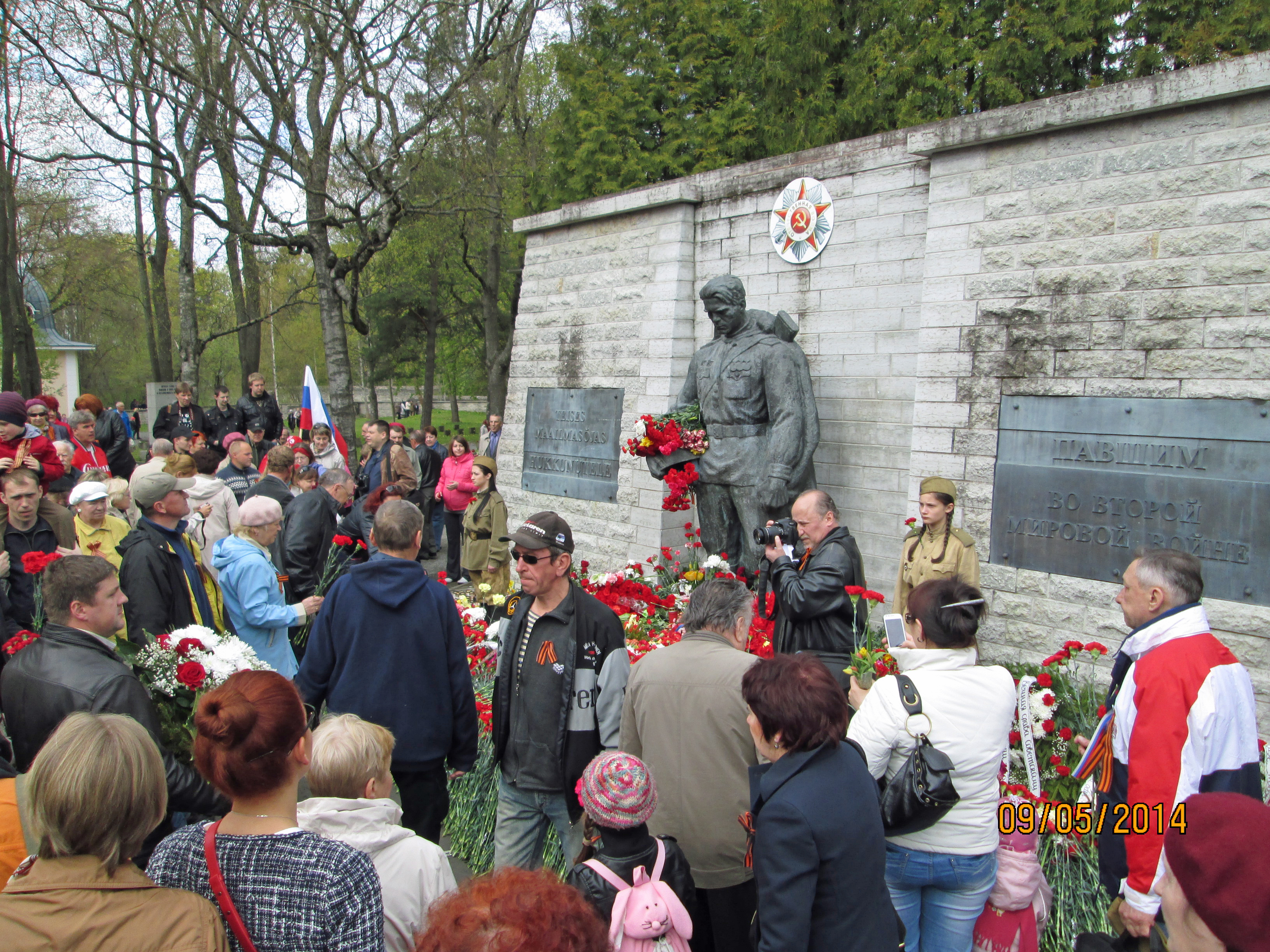
9 мая 2014 года
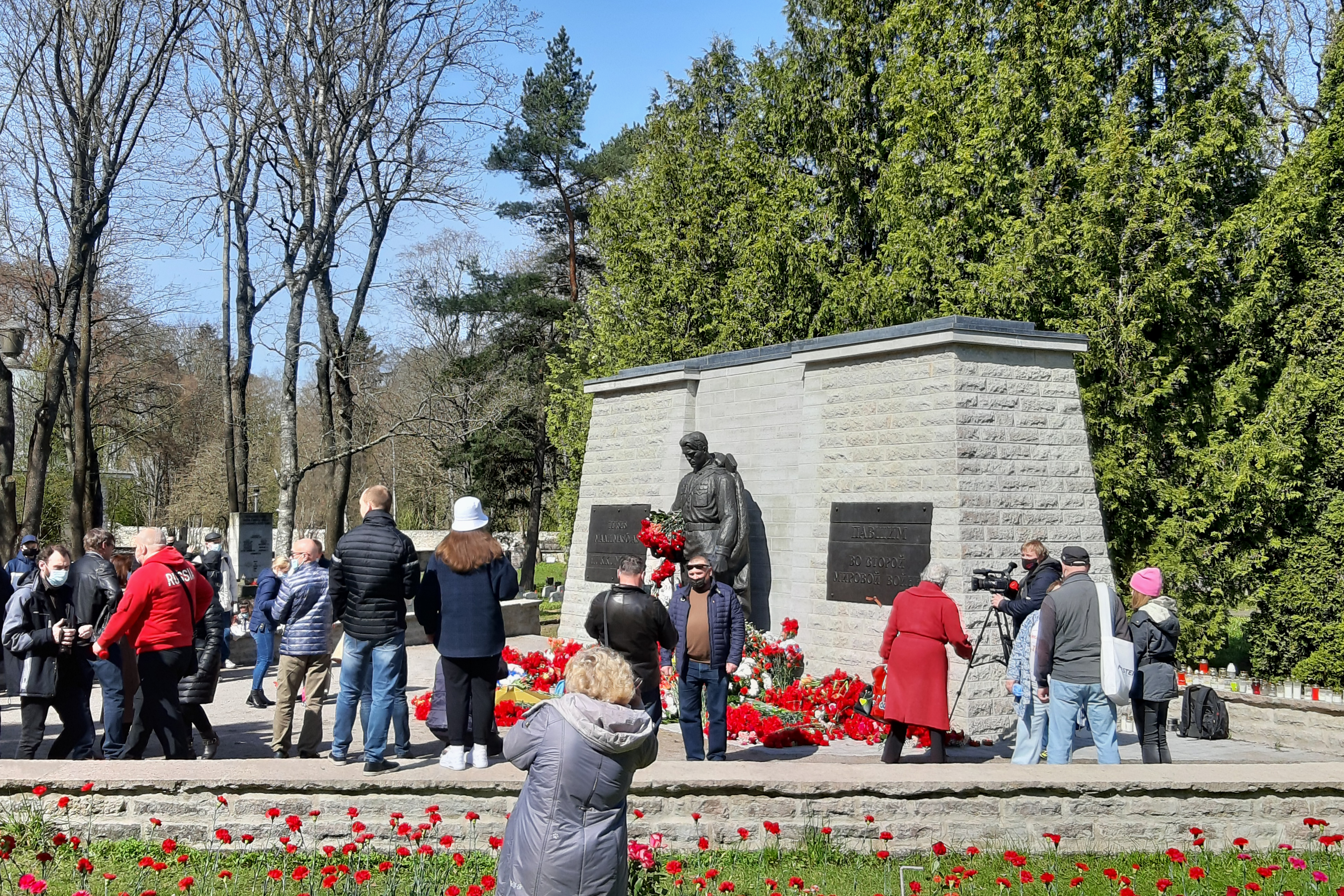
9 мая 2021 года
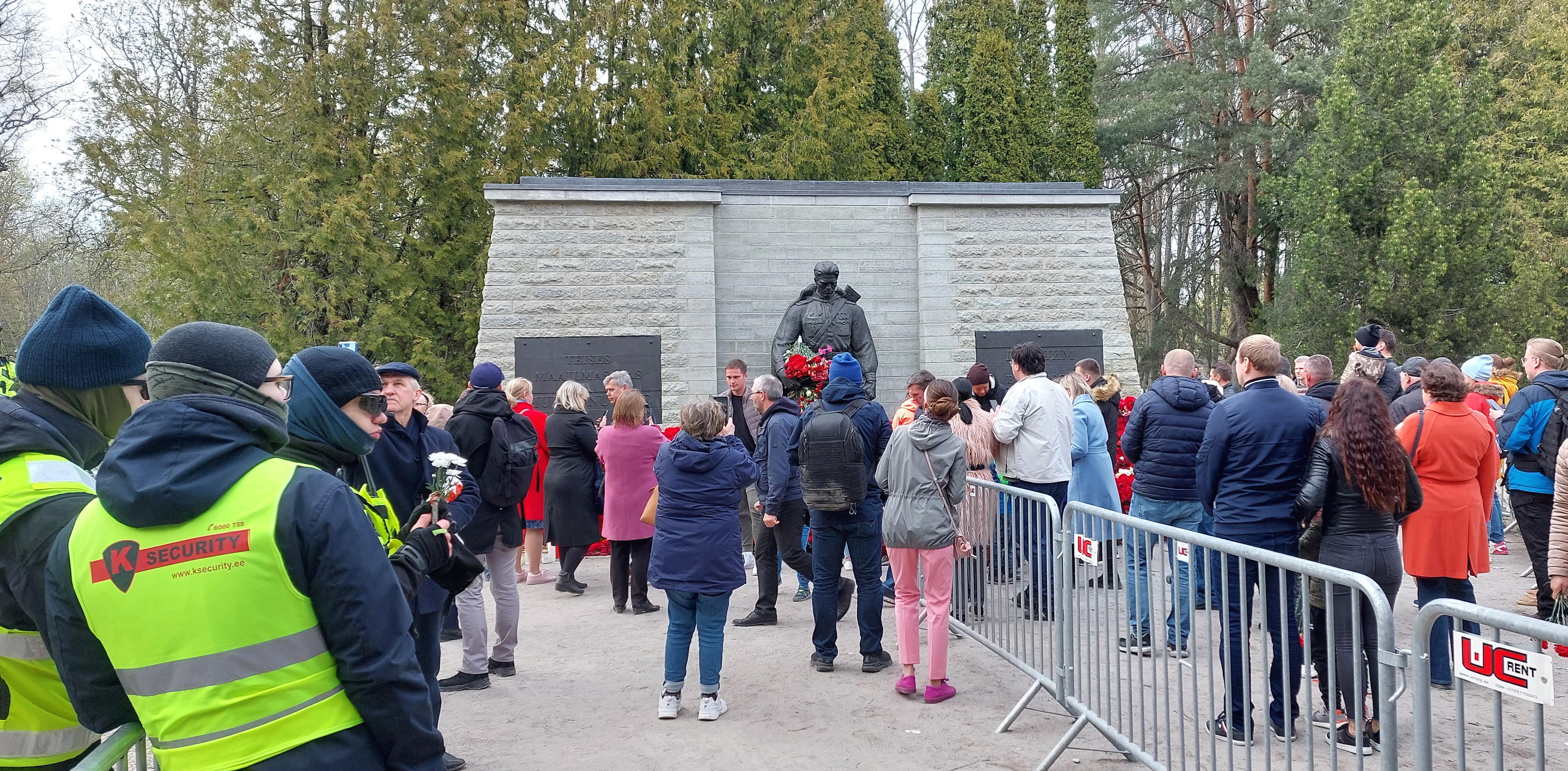
9 мая 2022 года
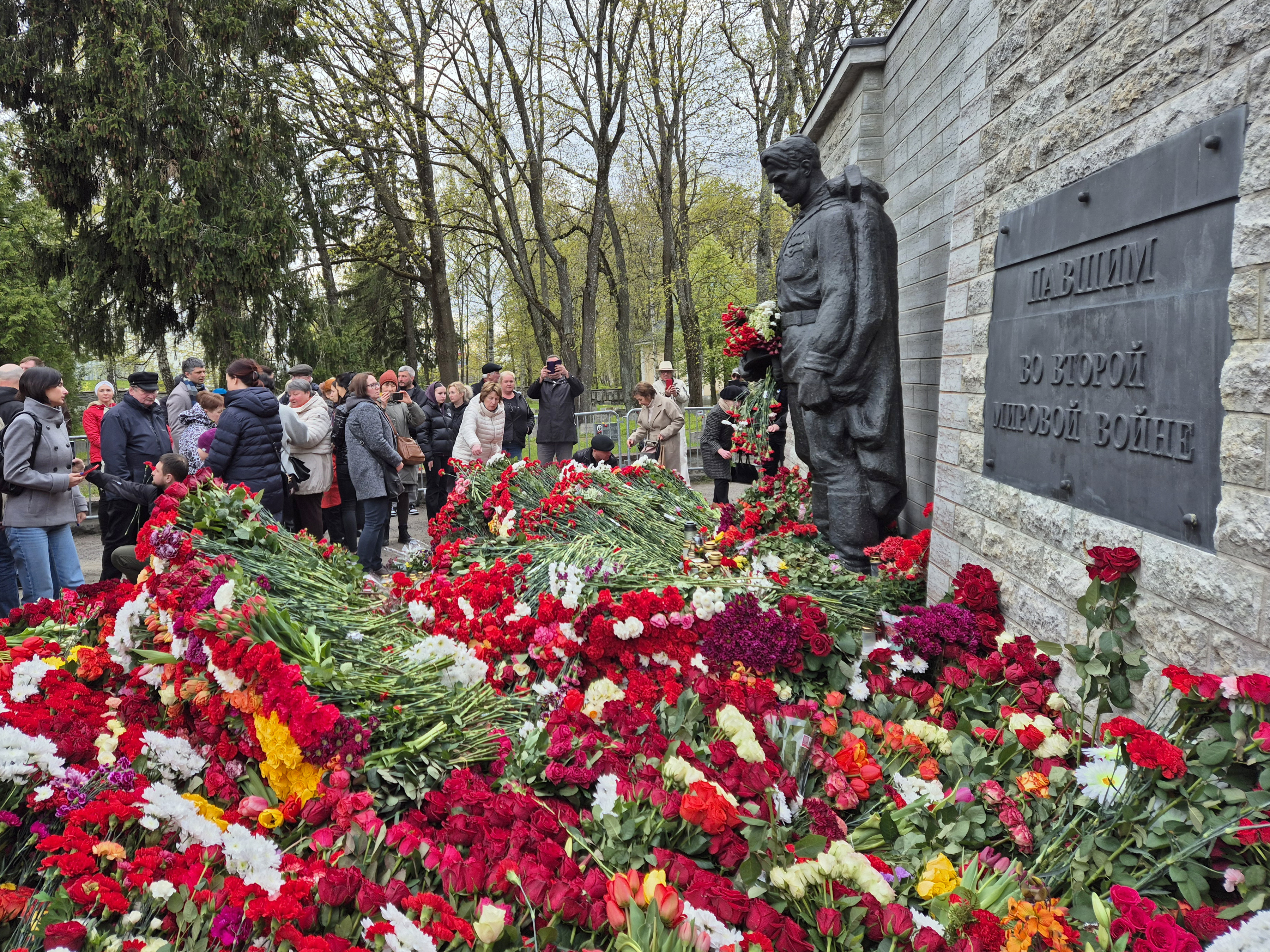
9 мая 2025 года

## Экономические последствия демонтажа памятника

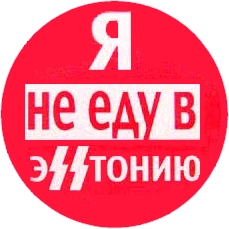
Значок «Я не еду в эССтонию», выпущенный «Комсомольской правдой» в рамках кампании бойкота Эстонии

- Перед демонтажем памятника с холма Тынисмяги Первый вице-премьер РФ Сергей Иванов, выступая на совещании ветеранского актива в Москве, призвал граждан России не покупать эстонские товары и не ездить в Эстонию на отдых[128].
- 4 апреля некоторые магазины Петрозаводска объявили бойкот эстонским товарам[167]. Крупные российские сети супермаркетов «Седьмой континент», «Копейка» и «Самохвал» также прекратили продажу товаров, произведённых в Эстонии[168]. За бойкот эстонских товаров и прекращение экономического сотрудничества высказывался мэр Москвы Юрий Лужков[169].
- 27 апреля Государственная дума РФ потребовала от правительства ввести против Эстонии экономические санкции. Некоторые предприниматели уже самостоятельно стали вывешивать на дверях магазинов (особенно на Камчатке) надписи «Здесь не продаются эстонские товары». Инициативу Госдумы подхватила газета «Комсомольская правда», которая призвала граждан к бойкоту эстонских товаров.
- Глава делегации российской Госдумы, побывавшей в Таллине 1 мая, председатель Комитета по делам ветеранов Николай Ковалёв сказал, что выступает против экономических санкций России против Эстонии, так как они ударят по русскоязычному населению Эстонии[170].
- 28 апреля Российский союз туриндустрии объявил о снижении спроса поездок в Эстонию, вызванного беспорядками из-за демонтажа памятника и осадой эстонского посольства[171], помимо этого, 3 мая эстонским туроператорам пришлось отменить рейсы в Россию из-за невозможности обеспечить безопасность автобусов и пассажиров[172].
- 2 мая ОАО «Российские железные дороги» объявило о прекращении поставок нефти в Эстонию, объяснив это ремонтом[173].
- 3 мая Владелец крупнейшей кондитерской фабрики в Эстонии Kalev Оливер Крууда (Oliver Kruuda) заявил, что российский бизнес отказался закупать продукцию его компании[174].
- 4 мая Компании «Северстальтранс» и «Акрон» заявили о приостановке своих инвестиционных проектов в Эстонии из-за демонтажа бронзового солдата[175][176]. Проект «Северстальтранса» предполагал строительство сборочного завода мощностью производства до 120 тыс. автомобилей-вездеходов в год[177].
- Затраты государства на перенос монумента и ликвидацию последствий сопровождавших его беспорядков составили около 70 млн крон (4,5 млн евро). По мнению эстонского новостного портала «Delfi», гораздо сложнее вычислить экономический ущерб, нанесенный Эстонскому государству, состоящий главным образом в скрытых санкциях России в отношении эстонских предприятий, последствия которых проявятся только в течение долгого времени[178].
- 6 августа 2007 года правление Эстонской железной дороги приняло решение о сокращении 200 рабочих (8,5 % персонала[179]), большинство — на линии Таллин—Нарва. Основная причина этому — падение грузопотока. За первое полугодие 2007 года Эстонская железная дорога (эст. Eesti Raudtee) получила 46 миллионов крон чистой прибыли, в тот же период предыдущего года этот показатель составлял 165 миллионов крон[180].
- По мнению ряда экономистов, в 2008 году общие потери для Эстонии в результате событий вокруг Бронзового солдата оценивались в сумму более 7-8 млрд крон в год[181][182], а в 2014 году сумма потерь, по мнению бывшего премьер-министра Эстонии Тийта Вяхи, составила уже 8 млрд евро[183].

### Статистика 1993—2021 годов
Железнодорожные перевозки грузов из Эстонии в Россию (искл. транзитный товар):
| Год       | 2001 | 2002  | 2003  | 2004  | 2005  | 2006  | 2007  | 2008  | 2009  | 2010  | 2011  | 2012  | 2013  | 2014  | 2015  | 2016  | 2017 | 2018 | 2019 | 2020 | 2021 |
| --------- | ---- | ----- | ----- | ----- | ----- | ----- | ----- | ----- | ----- | ----- | ----- | ----- | ----- | ----- | ----- | ----- | ---- | ---- | ---- | ---- | ---- |
| Тыс. т    | 181  | ↘ 71  | ↗ 272 | ↗ 282 | ↗ 323 | ↗ 329 | ↗ 673 | ↘ 647 | ↘ 403 | ↗ 566 | ↗ 761 | ↗ 915 | ↘ 838 | ↘ 719 | ↘ 166 | ↘ 60  | ↘ 39 | ↗ 55 | ↗ 58 | ↘ 52 | ↘ 47 |
| Млн. т·км | 243  | ↘ 223 | ↗ 278 | ↗ 343 | ↗ 438 | ↗ 549 | ↘ 378 | ↘ 66  | ↘ 48  | ↗ 60  | ↗ 105 | ↗ 127 | ↗ 131 | ↘ 130 | ↘ 122 | ↘ 116 | ↘ 69 | ↗ 72 | ↗ 73 | ↘ 57 | → 57 |

Грузооборот транзитных железнодорожных перевозок в Россию (погрузка в Эстонии):
| Год       | 2001 | 2002   | 2003   | 2004   | 2005   | 2006   | 2007   | 2008   | 2009   | 2010   |
| --------- | ---- | ------ | ------ | ------ | ------ | ------ | ------ | ------ | ------ | ------ |
| Млн. т·км | 6739 | ↗ 7872 | ↘ 7717 | ↗ 8167 | ↘ 7895 | ↘ 7615 | ↘ 5365 | ↘ 3615 | ↗ 4414 | ↗ 4736 |

| Год       | 2011   | 2012   | 2013   | 2014   | 2015   | 2016   | 2017  | 2018  | 2019  | 2020  | 2021  |
| --------- | ------ | ------ | ------ | ------ | ------ | ------ | ----- | ----- | ----- | ----- | ----- |
| Млн. т·км | ↘ 3779 | ↘ 2802 | ↗ 2913 | ↘ 1750 | ↗ 1876 | ↘ 1202 | ↘ 878 | ↗ 963 | ↘ 887 | ↗ 906 | ↘ 897 |

Транзит грузов через морские порты Эстонии (погрузка и разгрузка):
| Год    | 1993  | 1996     | 2000     | 2001     | 2002     | 2003     | 2004     | 2005     | 2006     | 2007     | 2008     | 2009     | 2010     |
| ------ | ----- | -------- | -------- | -------- | -------- | -------- | -------- | -------- | -------- | -------- | -------- | -------- | -------- |
| Тыс. т | 9 846 | ↗ 11 275 | ↗ 27 116 | ↗ 28 632 | ↗ 33 609 | ↘ 32 298 | ↗ 34 624 | ↗ 36 667 | ↗ 38 766 | ↘ 32 816 | ↘ 24 558 | ↗ 28 483 | ↗ 33 179 |

| Год    | 2011     | 2012     | 2013     | 2014     | 2015     | 2016     | 2017     | 2018     | 2019     | 2020     | 2021     |
| ------ | -------- | -------- | -------- | -------- | -------- | -------- | -------- | -------- | -------- | -------- | -------- |
| Тыс. т | ↗ 34 558 | ↘ 29 773 | ↘ 28 462 | ↗ 28 983 | ↘ 20 299 | ↘ 18 057 | ↘ 17 854 | ↗ 19 098 | ↗ 20 228 | ↗ 20 697 | ↗ 21 035 |

Перевозки грузов по шоссе из Эстонии в Россию, погрузка и выгрузка:
| Год       | 2011 | 2012  | 2013  | 2014  | 2015  | 2016  | 2017  | 2018  | 2019  | 2020  | 2021  |
| --------- | ---- | ----- | ----- | ----- | ----- | ----- | ----- | ----- | ----- | ----- | ----- |
| Тыс. т    | 570  | ↘ 490 | ↗ 524 | ↗ 547 | ↘ 346 | ↗ 395 | ↘ 369 | ↘ 230 | ↘ 192 | ↘ 113 | ↗ 203 |
| Млн. т·км | 799  | ↘ 698 | ↗ 776 | ↗ 820 | ↘ 632 | ↗ 704 | ↘ 573 | ↘ 370 | ↘ 306 | ↘ 162 | ↗ 283 |

## Бронзовый солдат и воинские мемориалы в России
Некоторых критики выразили мнение о непоследовательности официальных российских властей: по их словам, в то время как против демонтажа памятника с Тынисмяги выражается бурный протест, аналогичный демонтаж воинских мемориалов внутри России игнорируется.
В частности, критики указывают на события, связанные с мемориалом «Красная горка» в Ленинградской области. Владелец мемориала, ВМФ, намеревался демонтировать исторические артиллерийские установки. В результате протестов общественности 15 февраля было решено, что орудия перейдут в ведение Ленинградской области. Несмотря на это, в апреле демонтаж продолжился при активном противодействии местных жителей и Росохранкультуры. 8 мая руководства ВМФ и Ленобласти пришли к соглашению о приостановлении строительных работ и поддержанию инициативы организации музея под открытым небом. Таким образом, снос форта и строительство коттеджного посёлка на данной территории отменяется.
3 апреля 2007 председатель комитета по инвестициям и стратегическим проектам (КИСП) петербургского правительства Максим Соколов сообщил о проведении изысканий по возможности строительства подземного паркинга под Марсовым полем (является местом захоронения жертв Февральской и Октябрьской революции). Однако 15 мая губернатор Петербурга Валентина Матвиенко официально заявила, что «под Марсовым полем не будет никаких подземных стоянок».
Значительную огласку получил перенос воинского мемориала в Химках, связанный в расширением Ленинградского шоссе. При переносе останков погибших лётчиков осуществлялись контакты и согласование с родственниками героев и ветеранами войны. Племянница одного из оставшихся двух заявила, что с ней согласований не производилось (позже она сказала, что её слова в интервью были неверно истолкованы), что дало дополнительную почву для критики. При переносе захоронения монумент был демонтирован, заявления официальных лиц о его дальнейшей судьбе противоречивы. 6 мая 2007 года останки воинов были торжественно перезахоронены в Аллее Героев на Новолужинском кладбище в Химках, памятник лётчикам остался на прежнем месте.
По некоторым оценкам, вышеуказанные ситуации отличаются от ситуации с «Бронзовым Солдатом» тем, что во всех этих случаях причиной действий являются хозяйственные цели; в Эстонии же, по мнению большинства участников событий, действия имели политическую подоплёку. Так, участник событий в Таллине, член федерального политического совета «Молодой Гвардии Единой России» Игорь Ишков заявил: «Во всем этом я вижу прямую политическую подоплёку, прямое политическое действие, направленное против России».

## В нумизматике
1 августа 2016 года Центральным банком России была выпущена пятирублёвая монета из серии «Города—столицы государств, освобожденные советскими войсками от немецко-фашистских захватчиков», посвящённая Таллину, на реверсе которой изображена мемориальная композиция «Монумент павшим во Второй мировой войне». Количество экземпляров — два миллиона. Состав — сталь с никелевым гальваническим покрытием, вес 6 граммов.

## Интересные факты
- Премьер-министр Эстонии Андрус Ансип был награждён орденом канадских эстонцев за участие в переносе памятника Воину-освободителю. Как заявил на церемонии вручения почётный консул Эстонии в Канаде Лаас Лейват, при переносе монумента правительство действовало «умело и уверенно»[207].
- Эстонский социолог Юхан Кивиряхк был номинирован на эстонскую премию в области журналистики «Лучшее мнение 2007 года» («Parim arvamuslugu») за статью «Кровавое начало нового тройственного союза»[208], напечатанную в газете «Ээсти Пяэвалехт» («Eesti Päevaleht») 30 апреля 2007 года. В ней он критиковал действия эстонского правительства во время кризиса вокруг «Бронзового солдата».
- В том же 2007 году вышла книга российского писателя и историка Юрия Емельянова «Прибалтика. Почему они не любят Бронзового солдата?».
- Финский публицист Йохан Бекман написал книгу «Бронзовый солдат — фон и содержание споров вокруг памятника в Эстонии», в которой высказал мнение, что у Эстонии не будет будущего как у независимого государства.
- 26 апреля 2012 года в пятую годовщину переноса Бронзового Солдата москвичи зажгли свечи у посольства Эстонии в Москве в память о всех советских солдатах, павших при освобождении Таллина.
- В 2023 году в России был создан сайт с трёхмерной моделью памятника[209].